# 工具

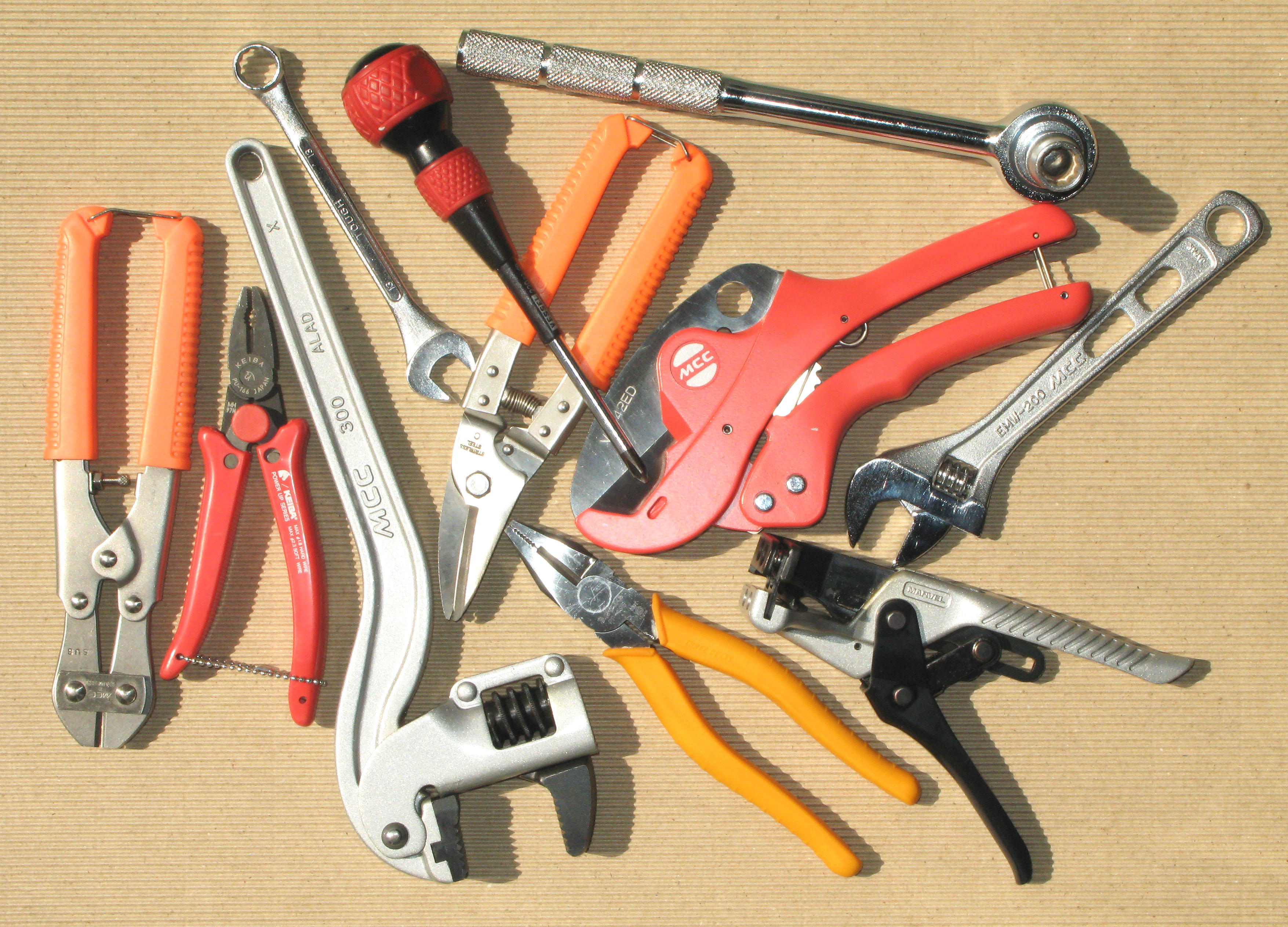
ハンドツール

工具（こうぐ）とは、工作に用いる道具である。機械加工に用いるもの、電気工事に用いるもの、大工仕事に用いるものなど様々な用途の工具がある。工作機械の刃も工具と呼ばれる。本項目では手動工具（ハンドツール）、電動工具、空圧工具、油圧工具、計測具、大工道具、切削・研削・研磨工具等に分類されるものについて述べる。

## 歴史
工具は、人類を地球上の全ての他の動物から分離した決定的な象徴である。人類が人類たるシンボルといえる。なぜなら、一部の動物は食物を集めるために道具を使う。しかし動物の場合、一旦使用すればそれを捨ててしまう。一方、人間は工具を使用することで終わらず、その工具をより使い易くするか、もしくはより良く仕事をすることが出来るよう改善しようとする。言い換えると、工具には人の思考が加えられている。

### 発明・開発
工具に人の思考が加えられていることは、各国にある工具の特許記録を見れば明らかである。ほとんどの国の特許庁には、多くの工具の特許が登録されている。
現在に至るまで、本体がどのように動くかという事を追求し、工具の形は進化し続けている。工具デザイナーは、ユーザーがより快適に使える様に、より良く手に合う様に工具作りに取り組んでいる。
あるいは、以前とは異なる方法で働く工具についても考えている。例えば新しいオープンエンドレンチは、一方向に動かす時ナットやボルトの角をつかむが、反対方向に動かすとスパナは空回りする。このスパナは技術者がより早い時間でナットやボルトを取り外すために必要である。
当然のことながら、工具は『それぞれが必要になったので、各工具が開発された』ということである。この例は、火ばさみの開発に見ることができる。
最初、人々が熱い火の中から何か（例えば岩）を取り出す必要があった時、彼らはおそらく一組の棒を使ったであろう。そして、ある日誰かが、棒の中心点がつるで縛られていれば、岩をつかむことがより簡単であると考えた。この人がした事はプライヤを発明したという事である。以降、人類はずっとこのプライヤを改善し続けているということである。

### 規格の問題
最初にスパナが作られた時、どの同じサイズのナットにも合う工具ではなかった。それは各々の工具は特定の鍛冶屋によって生産され、その鍛冶屋のナットやボルトに合わせられていた。生産者は地元の鍛冶屋であり、彼のネジ回しは彼が製造したネジに合い、彼のスパナは彼が製造したナットまたはボルトにのみ合っていた。
ある町の鍛冶屋は締め金具を決まった1サイズとし、また別の鍛冶屋は異なるサイズとした。こうなると、各地を移動する便利屋などは、ある締め金具をある町で使用するが、次の町では異なるサイズの締め金具を使わなければならなくなる。この問題を解決するため、口幅の調節可能なオープンエンドレンチの開発が必要となった。
また、何世紀もの間溝付きネジ回し（マイナスドライバー）を唯一のネジ回しとして製造する事になった。

### 産業革命
産業革命時、メーカーは締め金具や工具の生産をより簡単にした。国の一部で製造される締め金具が、国内の他の地区で製造される工具にも合う為には、サイズの標準化が必要であった。サイズ標準化は様々な工具に及んだ。
この標準化は大量生産につながり、生産単位量が大きくなりコストは引き下げられた。大量産生は、価格を下げ、品質の向上にもつながった。
これにより、現代においては工具は珍しくて高価なものでなく、安価ですぐに手に入るものになった。すなわち工具は、プロの職人に限らず、家庭で一般の人も利用できるようになった。誰もが家のまわりで作業や修理をすることができ、家を建設することさえできた。

## 現在
工具の発展の経緯を逆説的に遡れば、工具は「迅速かつ容易に何かをしたい」という人類の願望の表れであるともいえる。人が何かを発明するのは、結果的にはその仕事に割く時間を節約するのが目的だった。
例えば、大砲を発砲するために必要だった参照表を書くために必要な計算をしている時間を節約するためにコンピュータが発明された、という具合にである。
今日、店で一般的に買うことができる工具は、一世代前には専門的に使用されていたような工具の仕様を多分に受け継いでいる。他方で、一昔前には夢にも思わなかったような工具があらたに生まれ使用されてもいる。

### 情報システム
第二次大戦以降、工業の時代の終わりと情報化社会の始まりが唱えられ、ともするとそれは、器材を修理・製作する必要がないかのように聞こえる。たしかに現在のシステムエンジニアの知識は、旧来の職人のそれとは異なる。しかし現代社会においても、情報を送受信するための器材を修理するには、今までの技術と同じくケースを開けて、構成するパーツを取り除いたり、取り付けたりするため、工具を使う人の能力は重要である。

### 自動車
自動車の分野においては、近代的な自動車生産が開始された当初から、自動車エンジニアが車を修理するために必要な知識は膨大であったが、オートマチック車、さらにはインテリジェントカーなどが普及している今日においても、工具の必要性は相変わらず重要である。
（むしろ、自動車製造者がボンネットの下により多くの機構を詰め込むので、技術者が使用する工具の多様性と数はさらに増えている）。

## 代表的な工具
世の中には膨大な種類の工具が存在し、それらを明確に区分する分類は存在しない。種類の膨大さも相まって、工具を使用する業界（自動車、機械、配管など）によっても分け方が異なる場合もあり、一義的に分類することは不可能である。材質も多岐にわたるが、十分な強度が必要なので金属が主体となり、なかでも機械構造用鋼もしくは工具鋼が多用される傾向にある。本項では使用形態や使用されるジャンル、取引形態などから分類し、次に示す。

### 手動工具

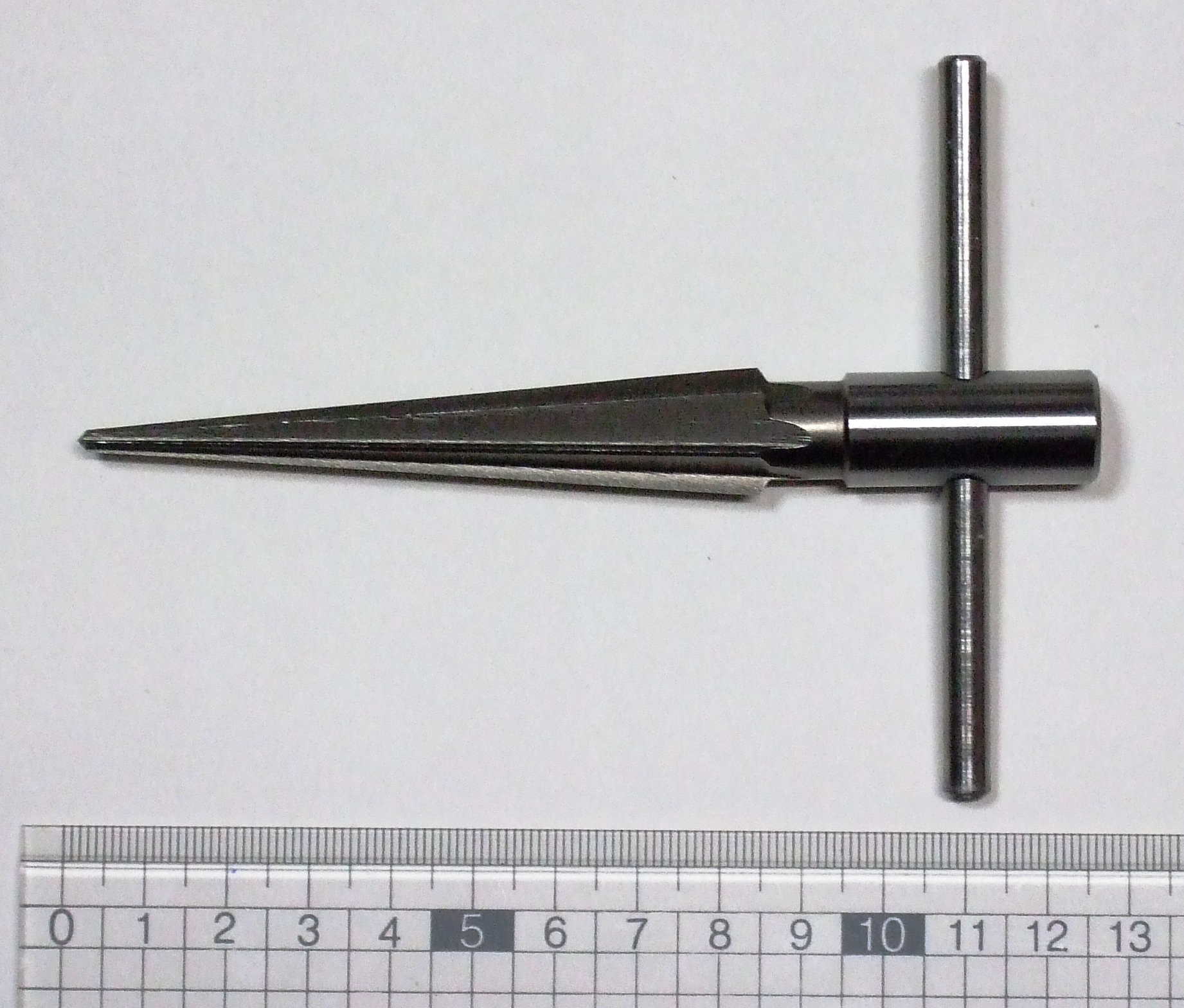
リーマ
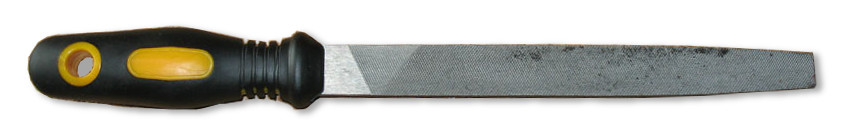
やすり
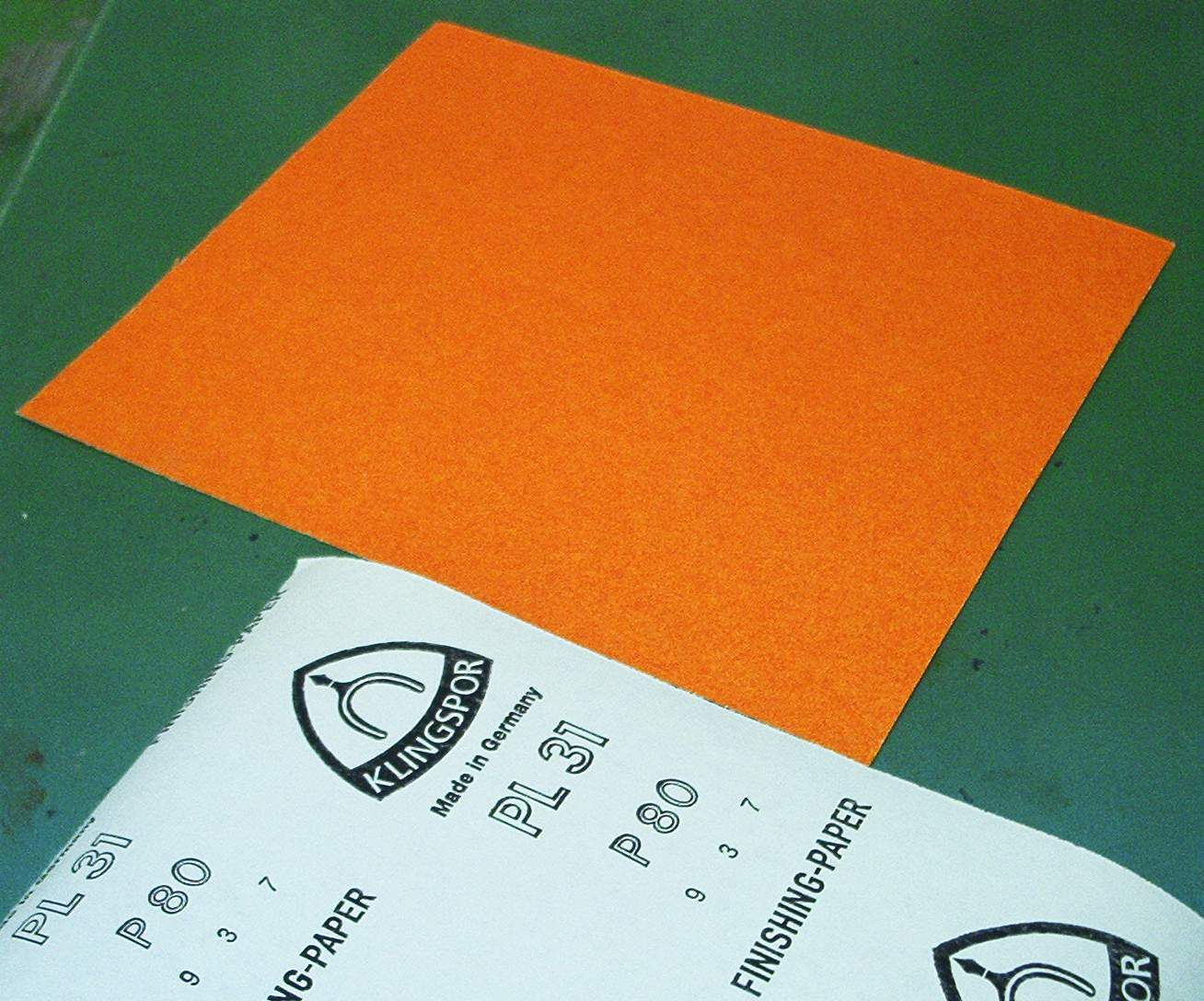
紙やすり
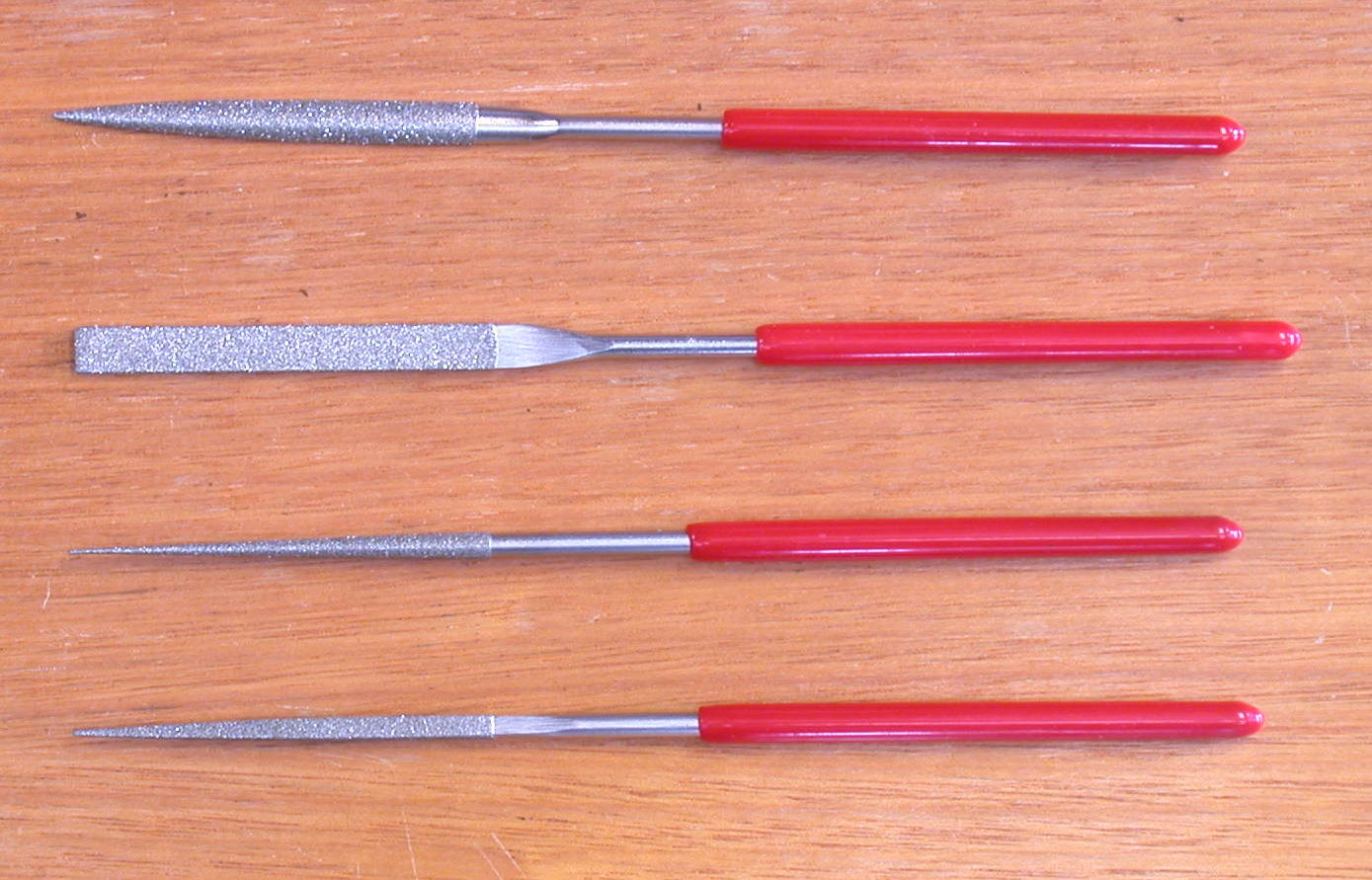
ダイヤモンドやすり
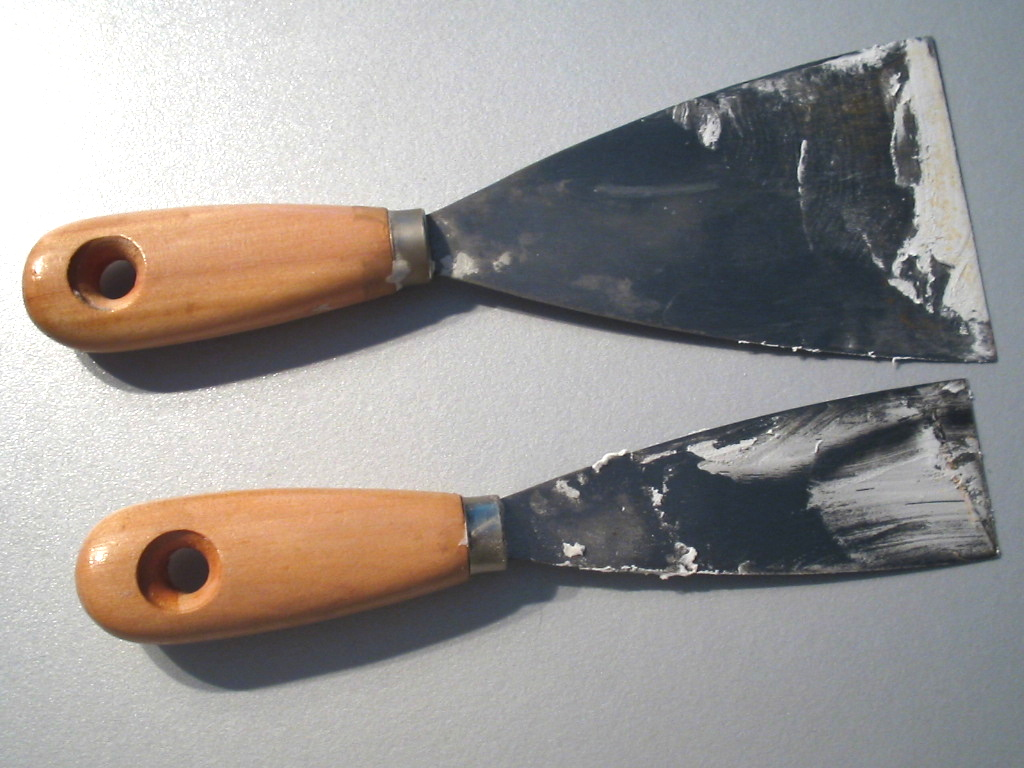
スクレーパー (工具)
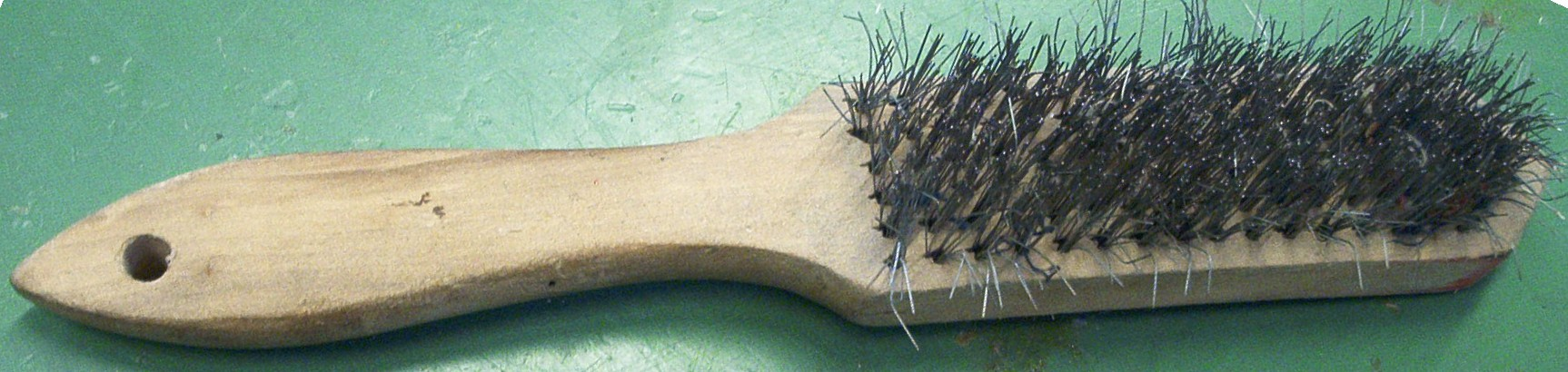
ワイヤーブラシ

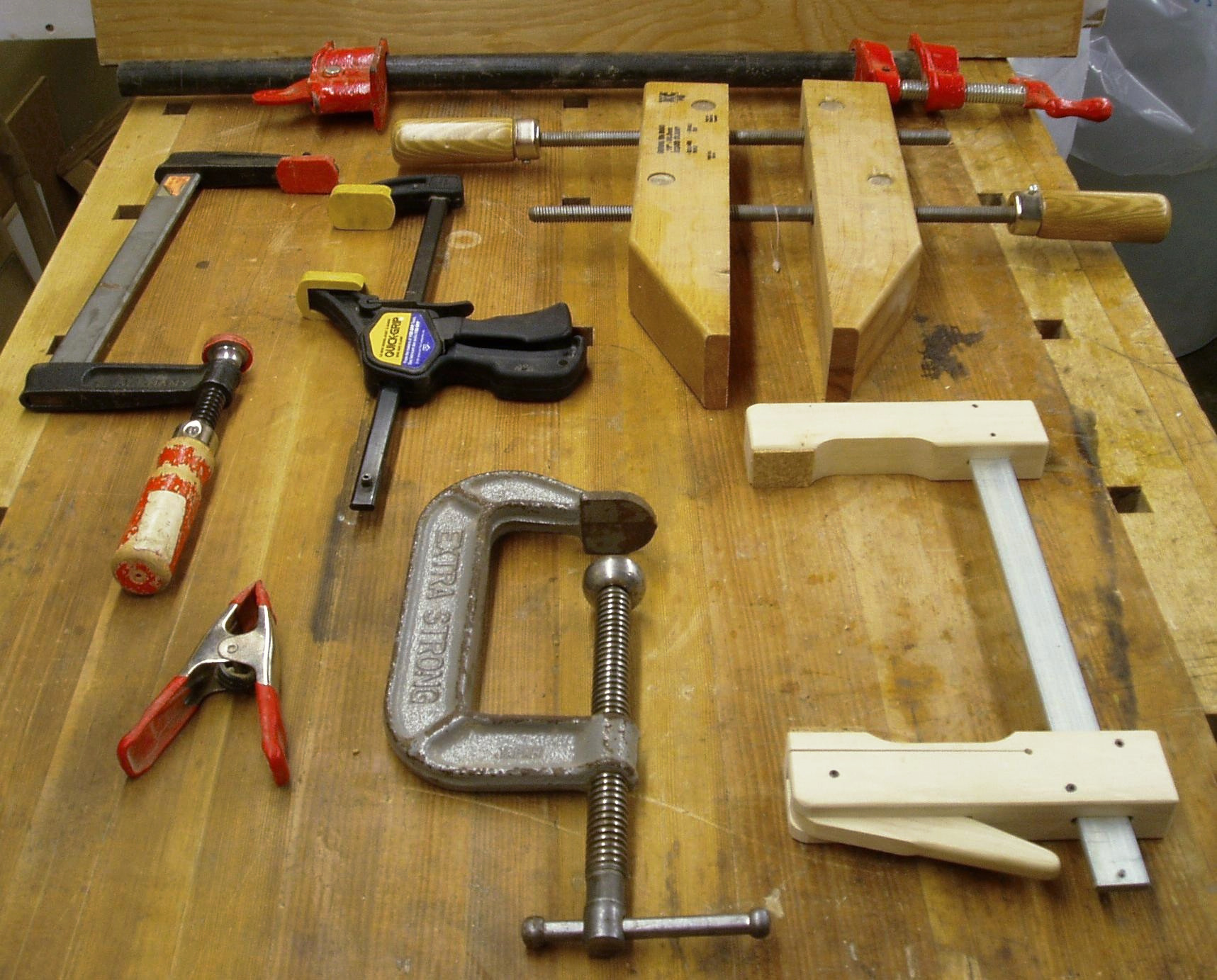
クランプ
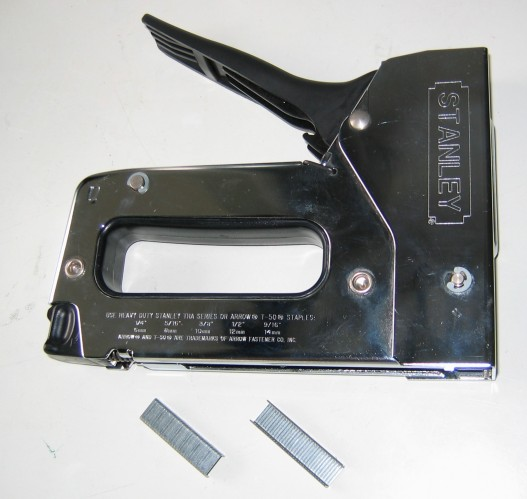
タッカー
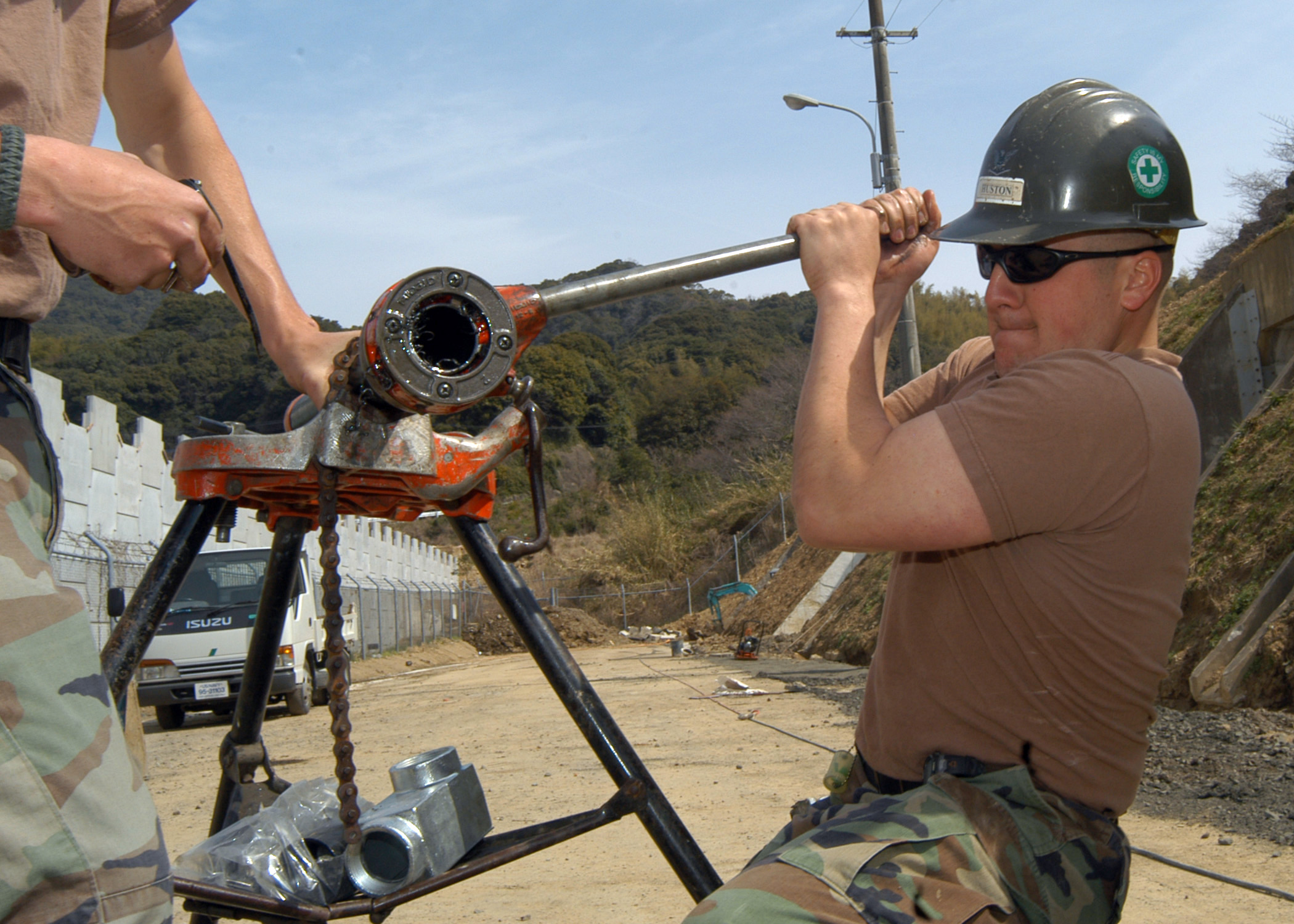
パイプねじ切り器
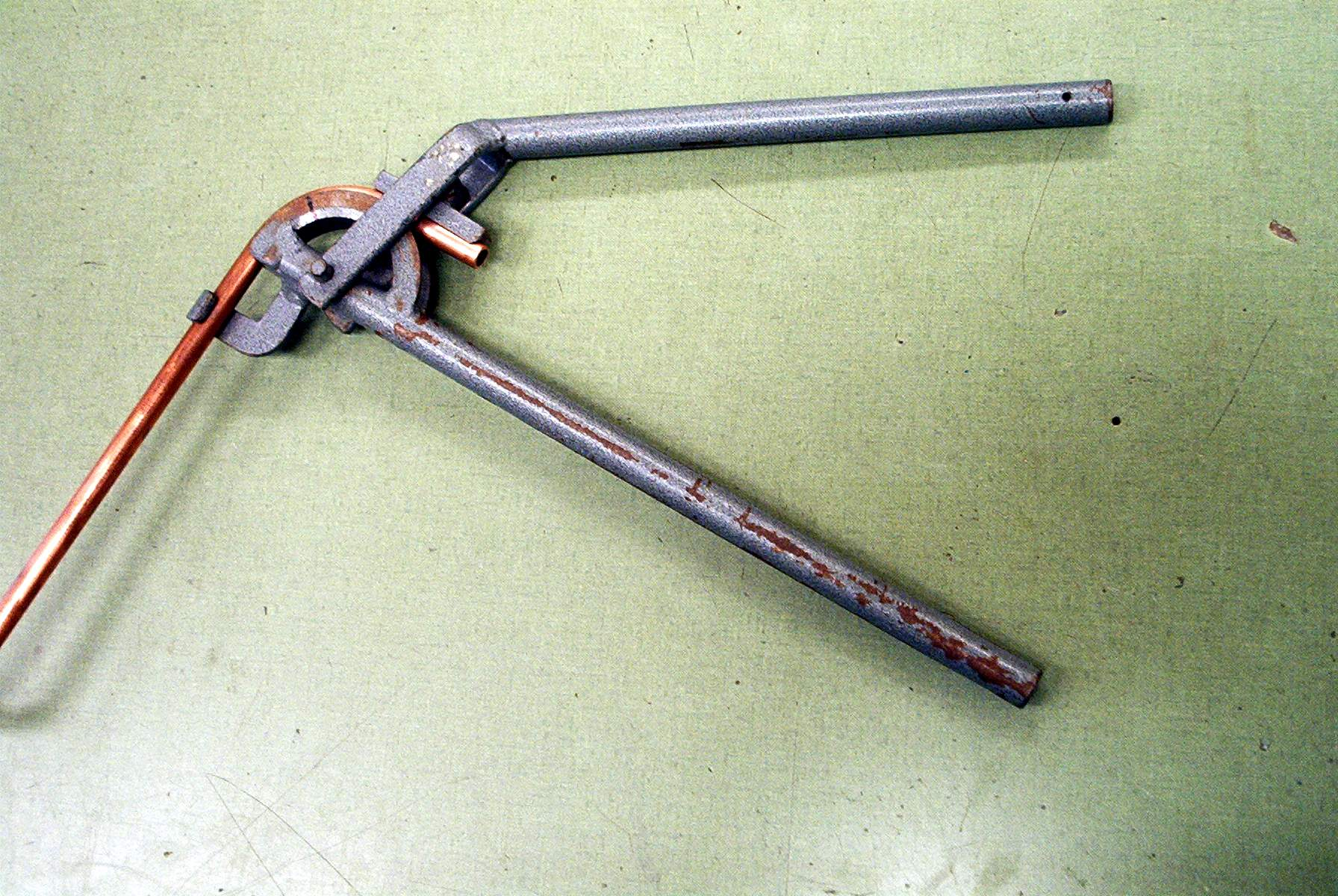
パイプベンダー
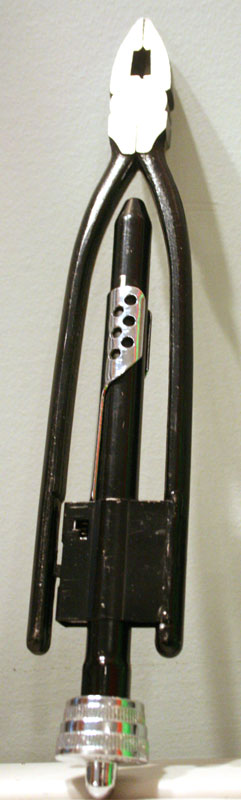
ワイヤーツイスター

手を原動力とした工具である。ハンドツール。作業工具とも呼ぶ。
手動工具にはJIS規格商品が多いが、呼び寸法と実際の商品の全長寸法が異なったり、許容公差が他のJIS規格に比べて大きくなっている（例えばペンチ呼び寸法175は、全長185±4ミリメートル）。これは、規格制定の時にメーカーの立場が強く反映された為、先行していた各社の商品が規格の範囲に合格するように制定された事による。また機械の輸入時に付属工具として入ってきた物を国産化した工具が多く、基本がインチ寸法となっており、それをミリメートル換算の寸法とした事にもよる。
品名についても輸入品名をあいまいに受け継いだり、間違えて呼んだものが一般化してJIS規格の品名となっている物もある（例えばpinch［挟む］がペンチ）。色も同じく海外品を真似て、ペンチは黒染め、プライヤはメッキ、パイプレンチ・ボルトカッタは赤色が主流となったのである。機械工場と自動車関係のユーザーの違いにより、スパナは黒染め品とメッキ仕上げ品がある。
- 切る
  - ニッパー
  - ボルトカッタ - JIS規格呼称ではボルトクリッパという。軟質棒等の切断に使用する。
  - ケーブルカッター
  - ワイヤカッタ
  - 斧
  - ピック
  - アイスピック
  - ピッケル
  - エンビカッタ - 主に水道用塩化ビニル管を切断する専用工具である。
  - 鉄筋カッタ
  - 金切り鋏
  - ハンデイカッタ
  - ハンドニブラ
  - パイプカッタ
  - ナイフ
  - カッターナイフ

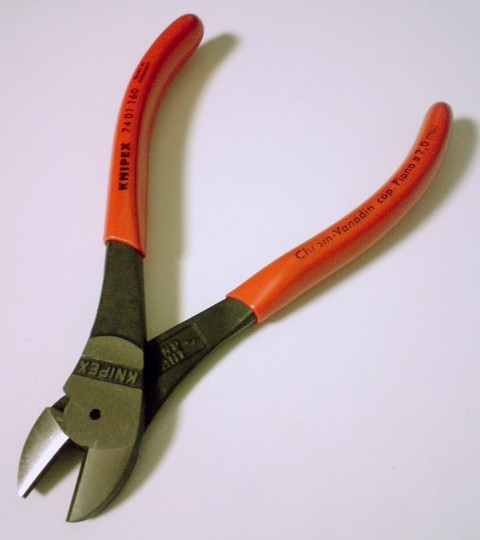
ニッパー
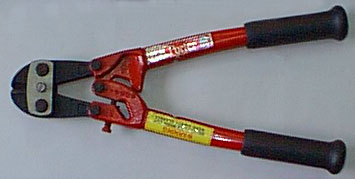
ボルトカッタ
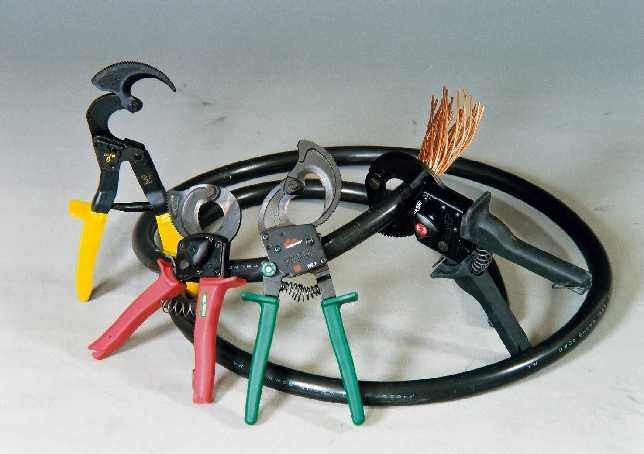
ケーブルカッター
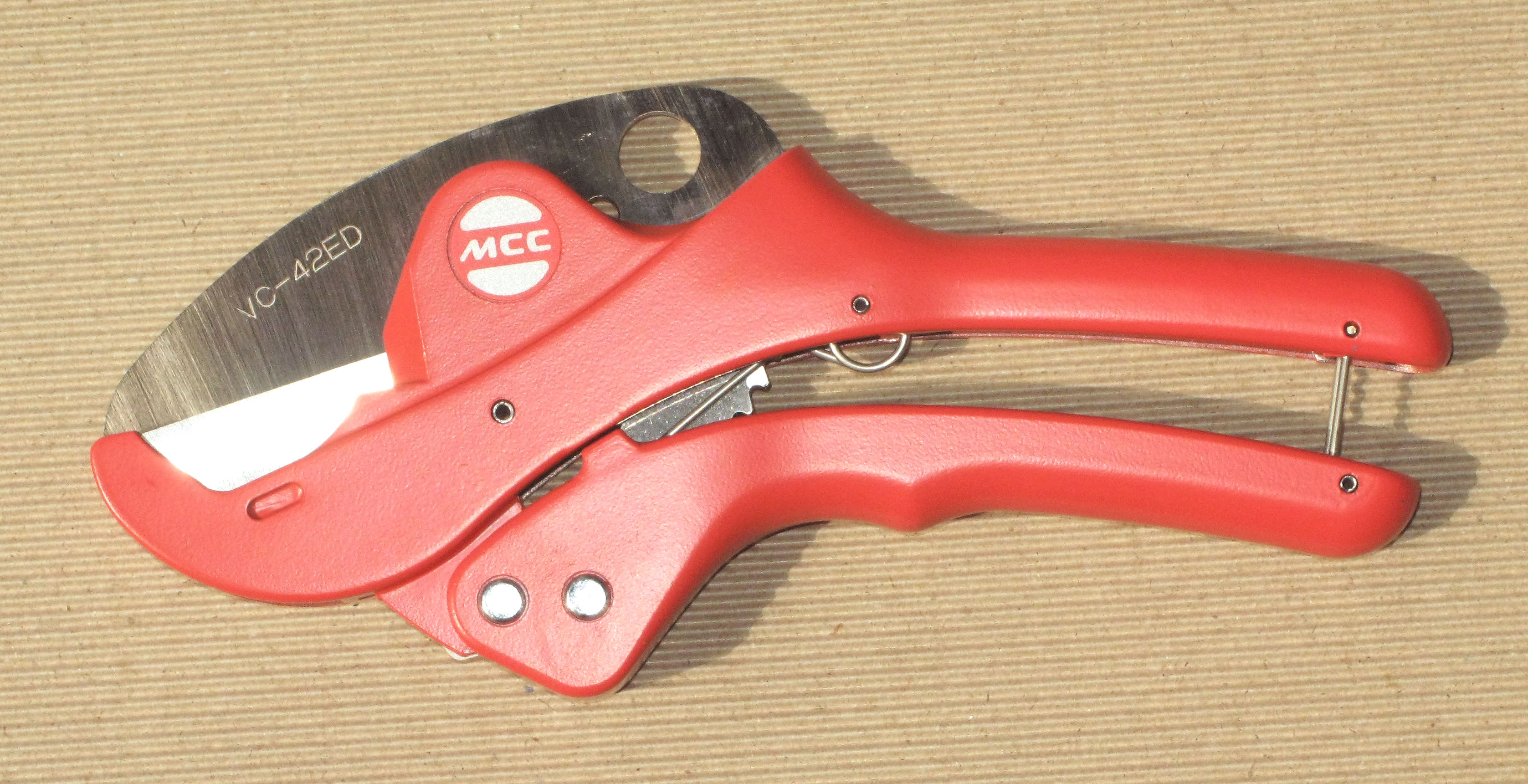
エンビカッタ
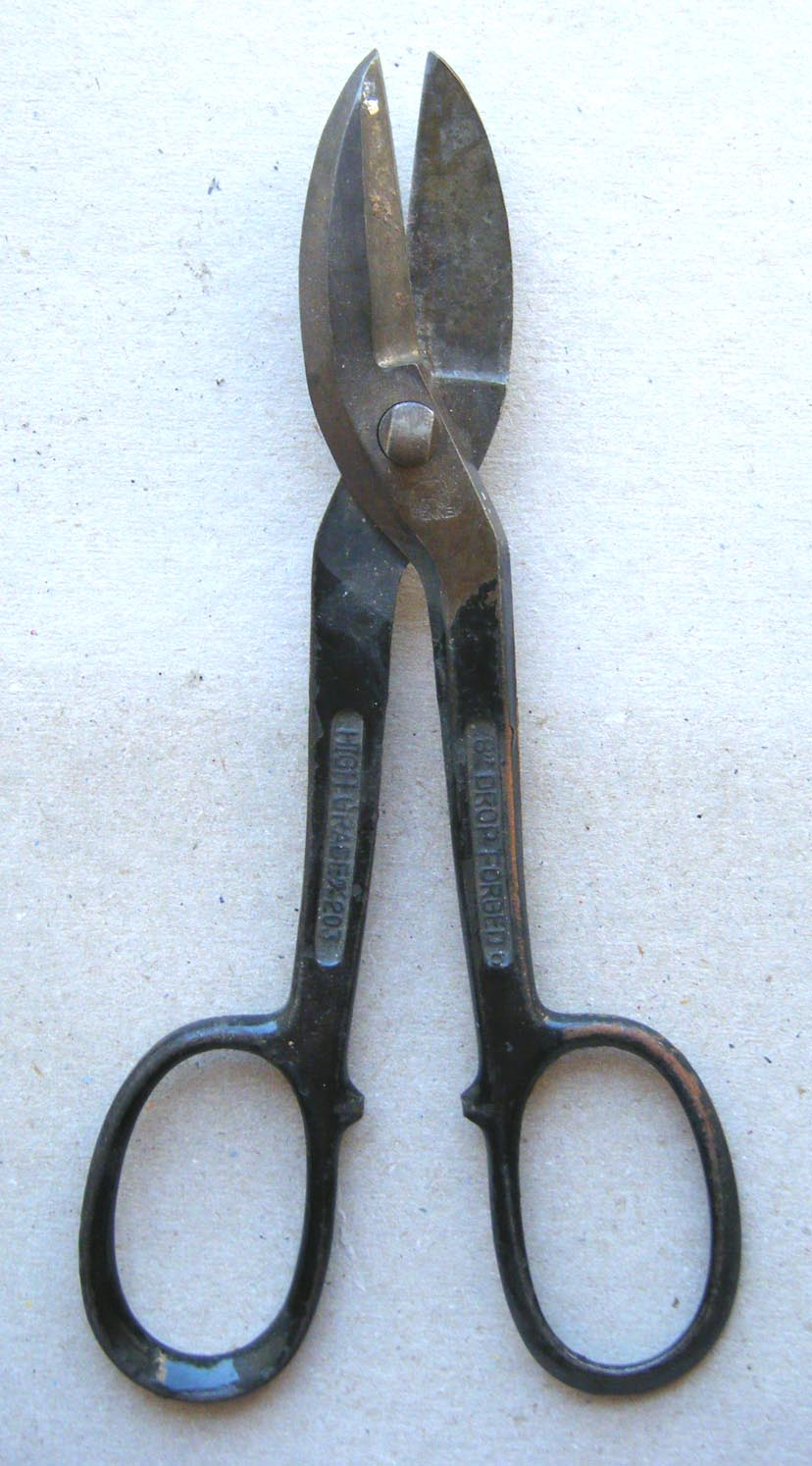
金切り鋏(Tinner's snips)
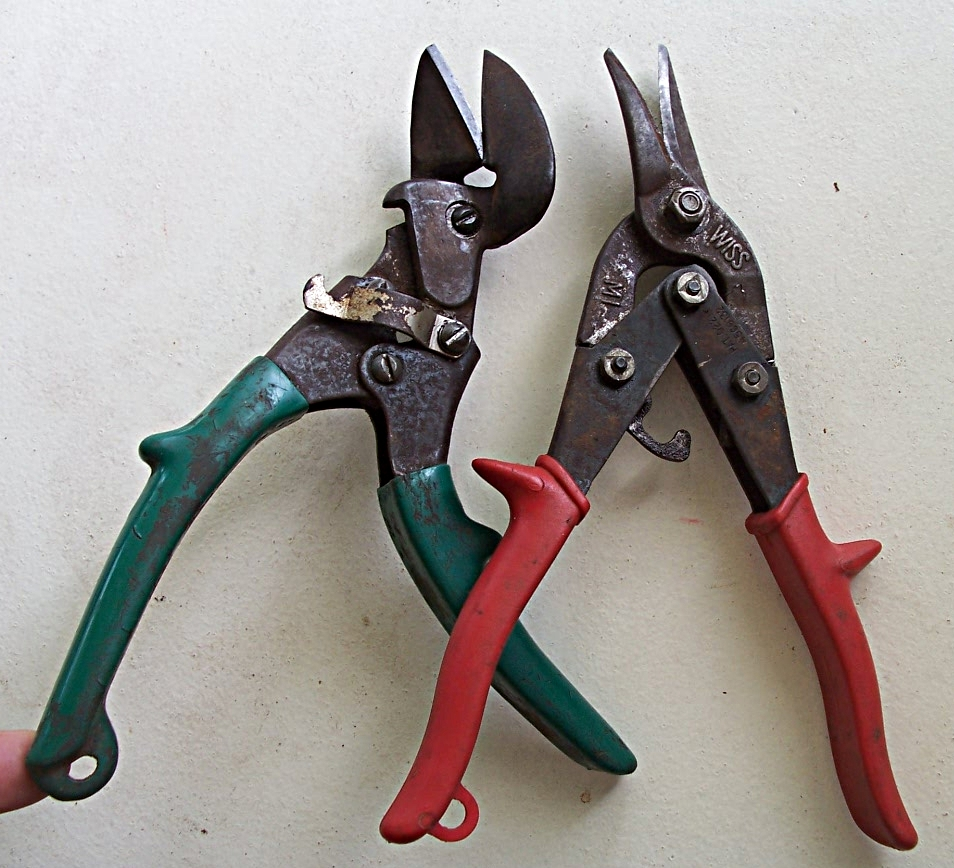
金切り鋏(Compound action snips)
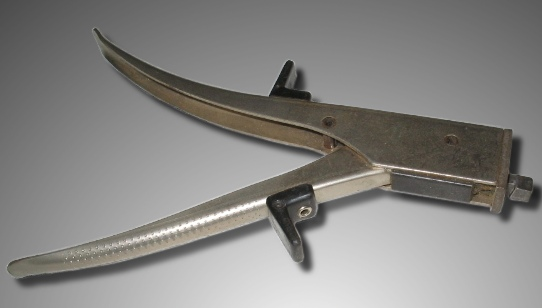
ニブラ
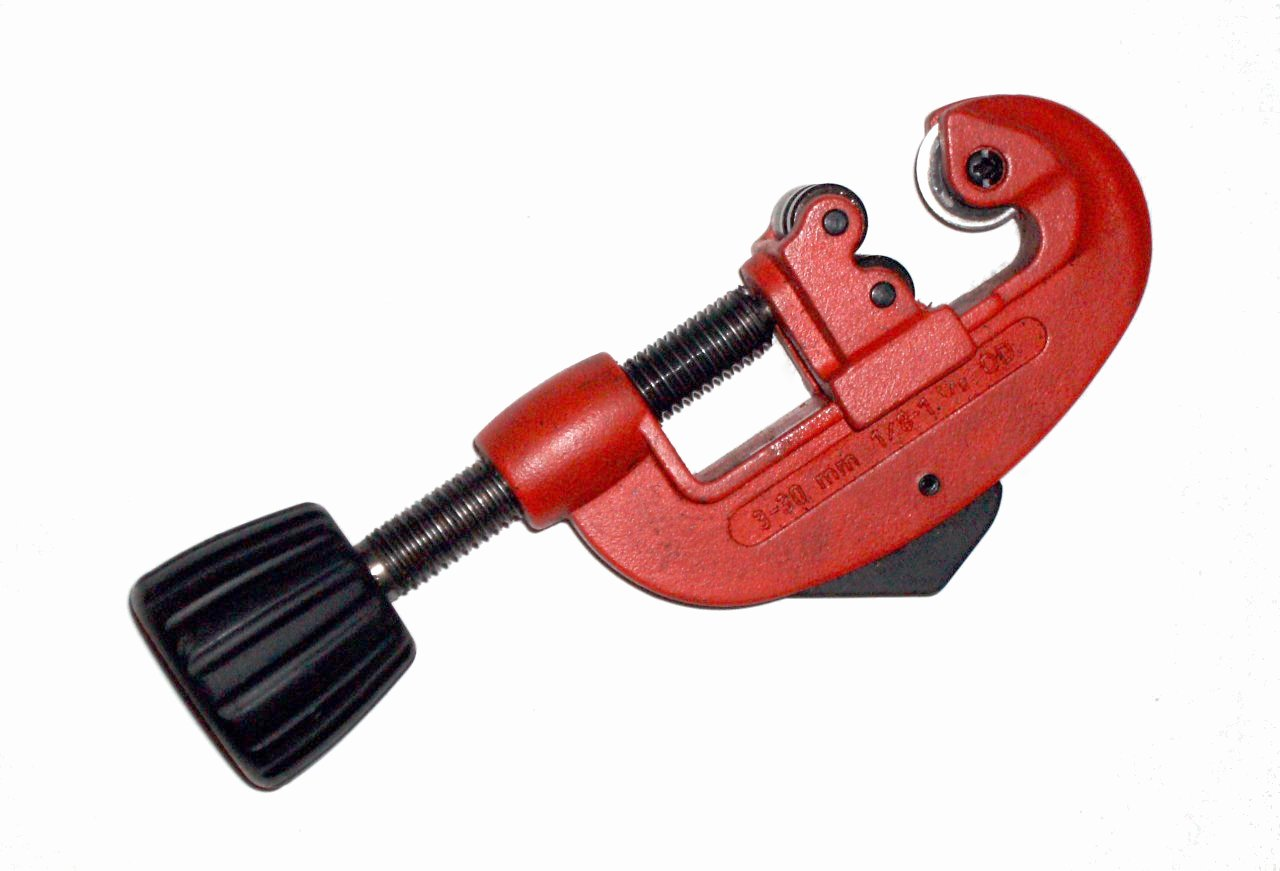
パイプカッタ
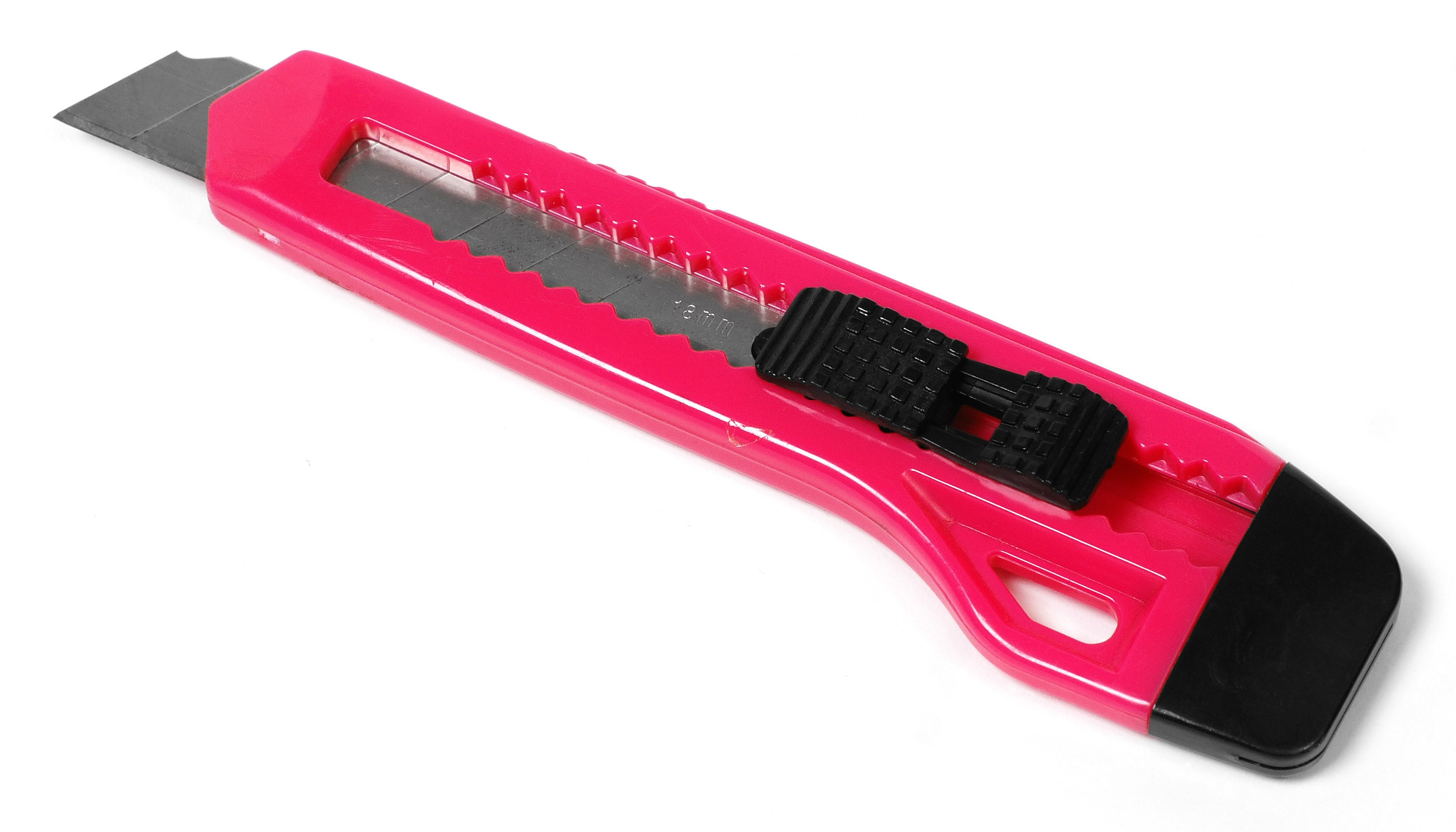
カッターナイフ

- 回す
  - レンチ
  - スパナ
  - 六角棒スパナ
  - めがねレンチ
  - ソケットレンチ
  - ラチェットレンチ - ラチェット機構付きのソケットがハンドル本体に組み込まれた一体構造となっているレンチである
  - ボックスレンチ
  - パイプレンチ - 主にパイプのネジ部を締めたり緩めたりする場合等に使用する
  - チェーンレンチ
  - モンキーレンチ
  - モーターレンチ
  - ドライバー　
  - ナット回し

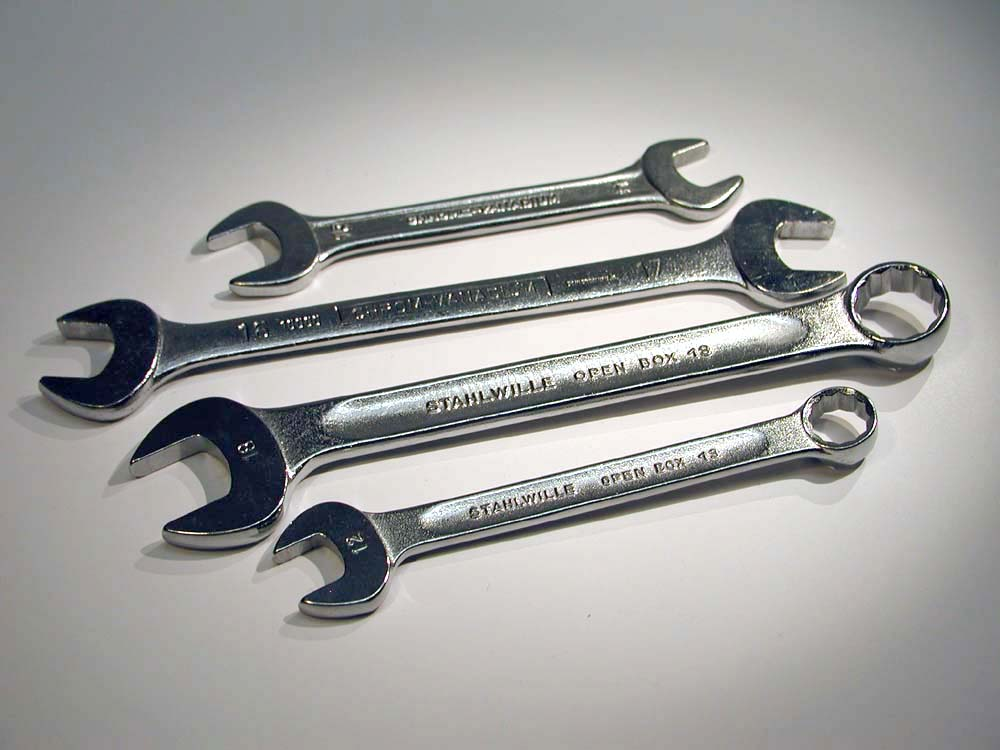
レンチ・スパナ
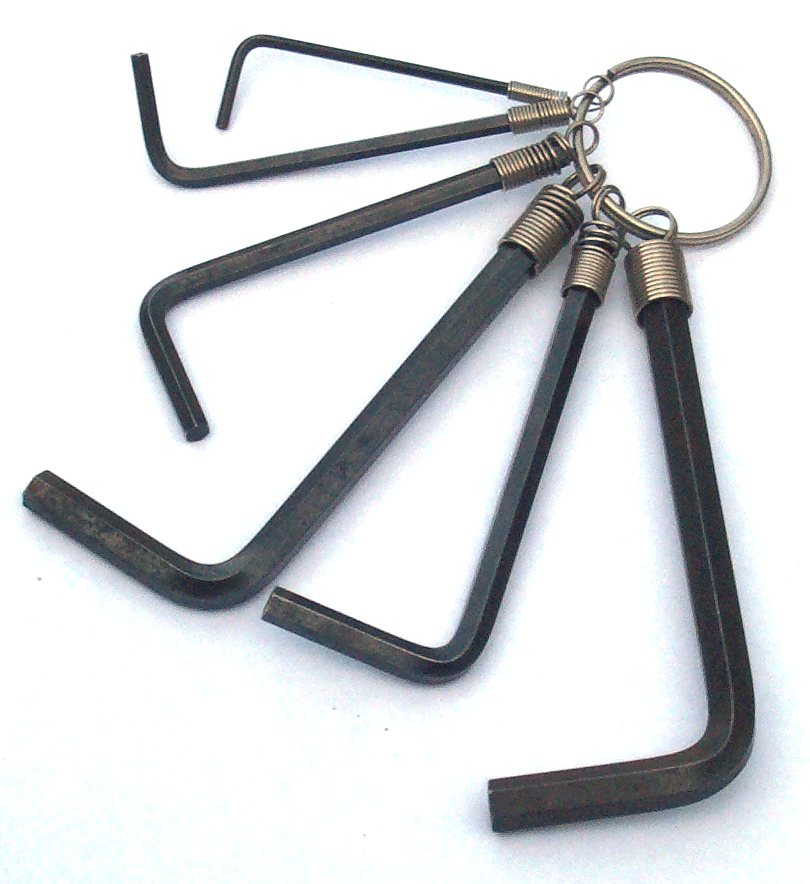
六角棒スパナ
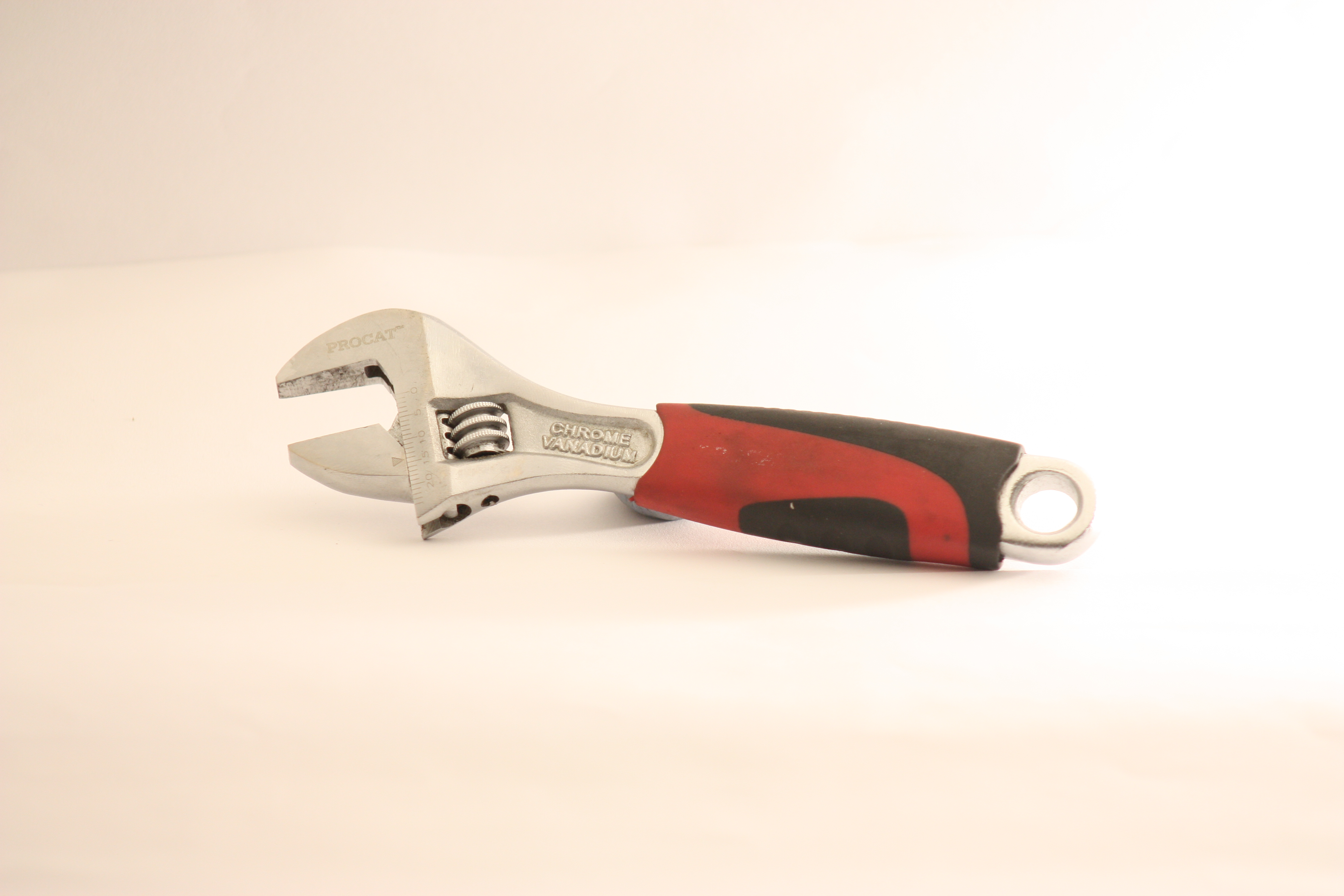
めがねレンチ
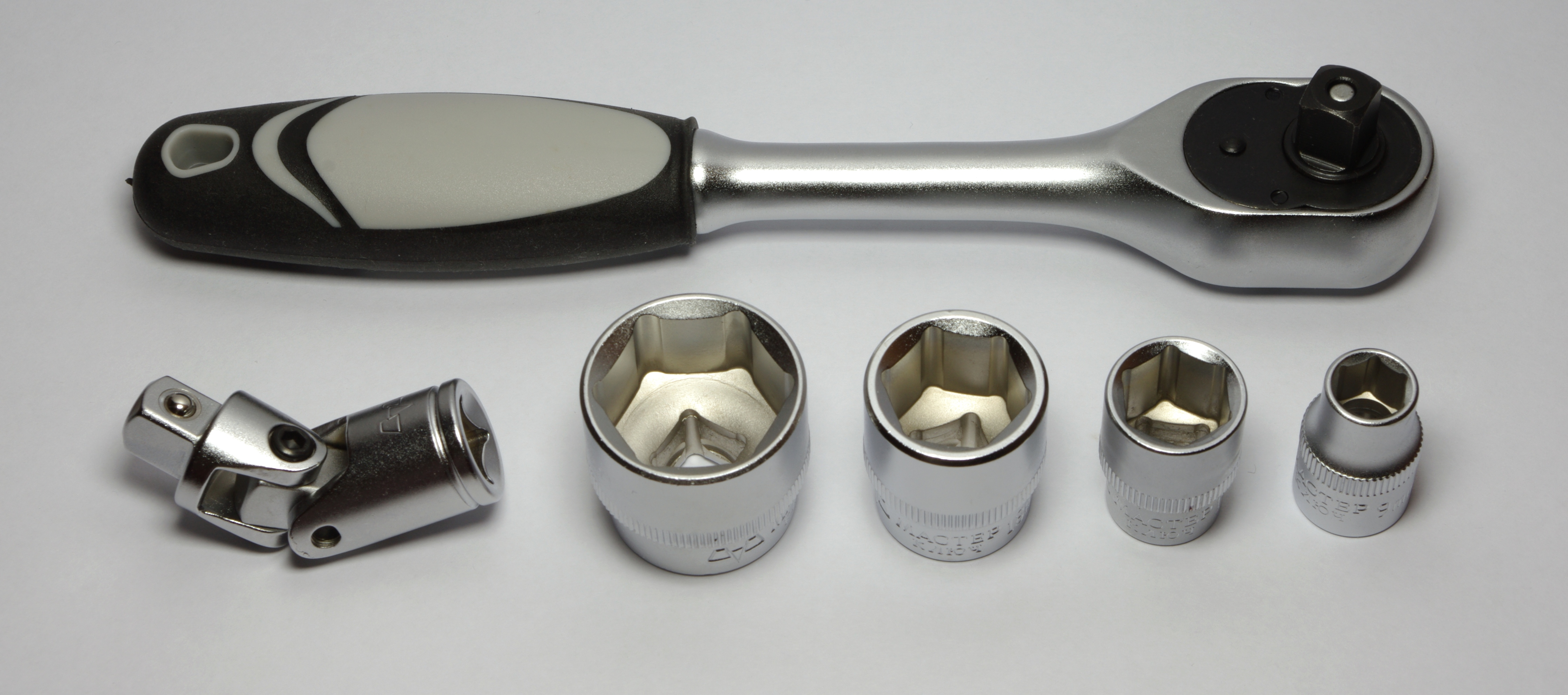
ソケットレンチ
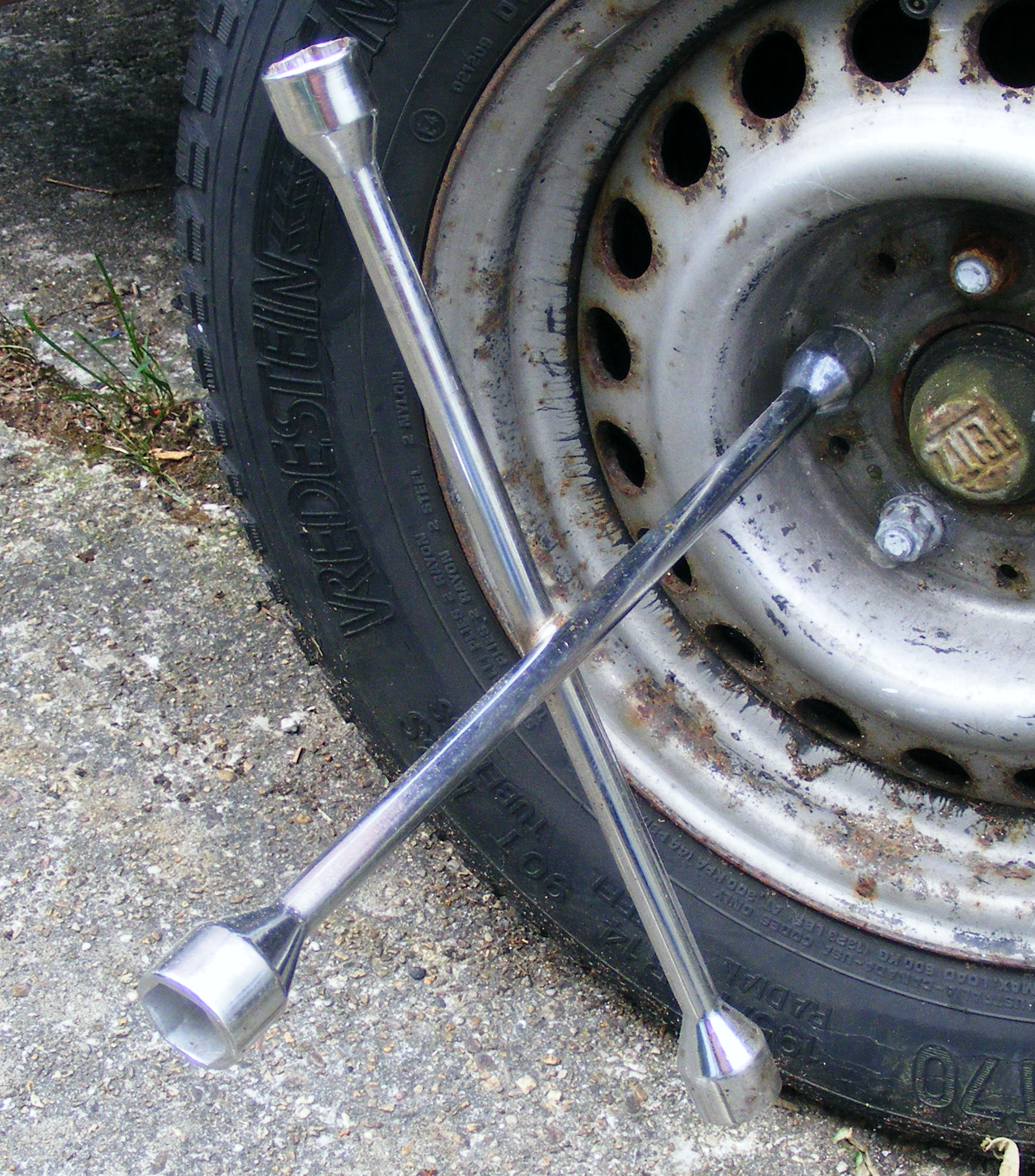
ボックスレンチ
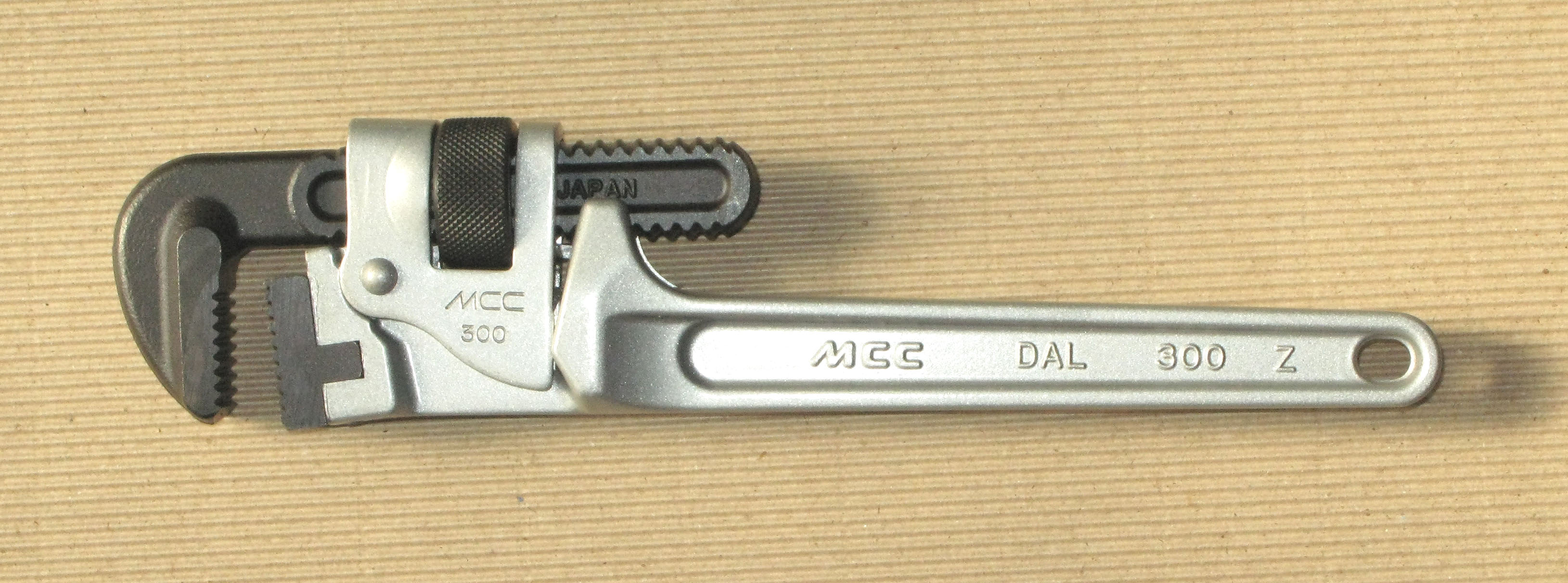
パイプレンチ
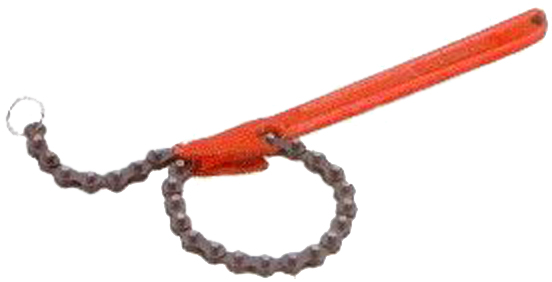
チェーンレンチ
モンキーレンチ
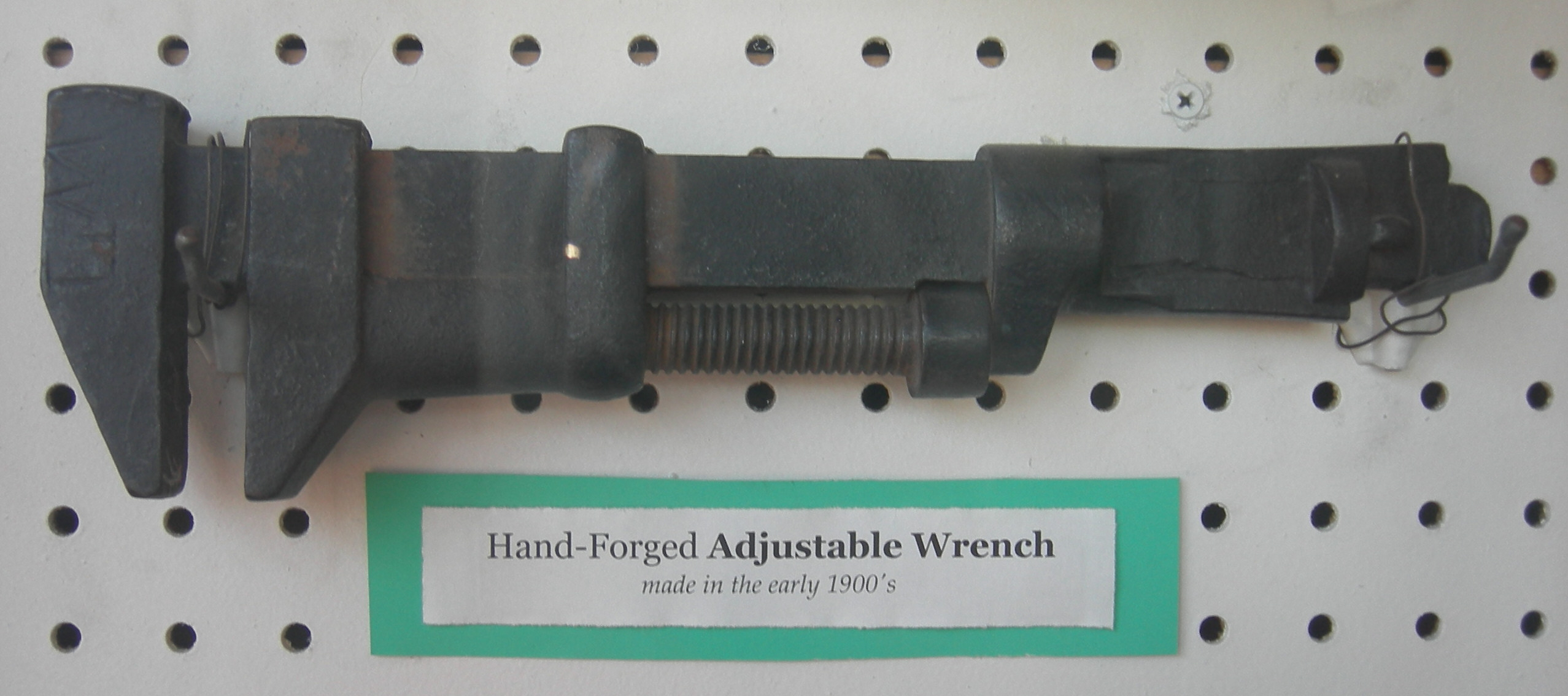
モーターレンチ
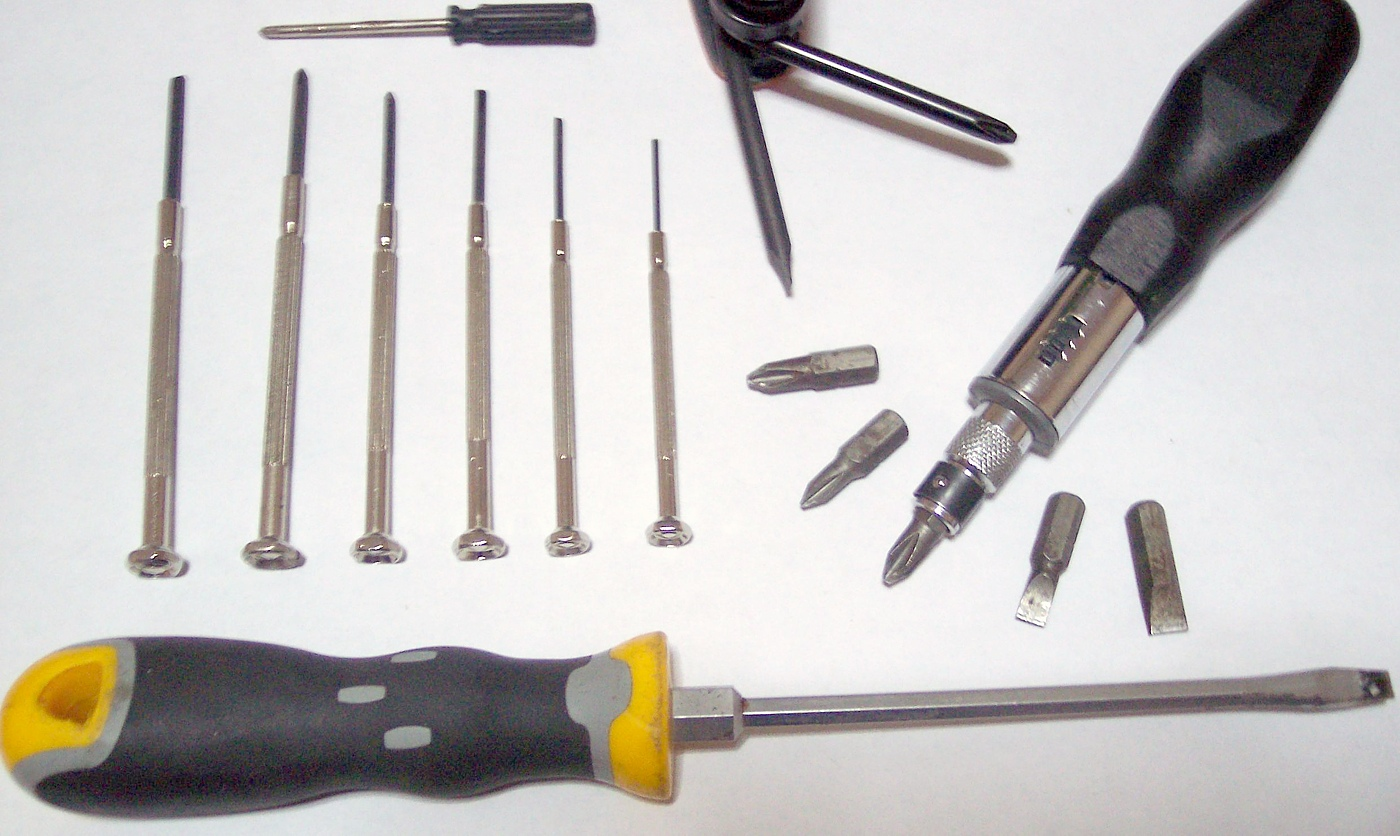
ドライバー

- つかむ
  - やっとこ
  - ペンチ
  - ラジオペンチ
  - プライヤ(コンビネーションプライヤ・ウォーターポンププライヤ・スナップリングプライヤ・ロッキングプライヤ)
  - ピンセット

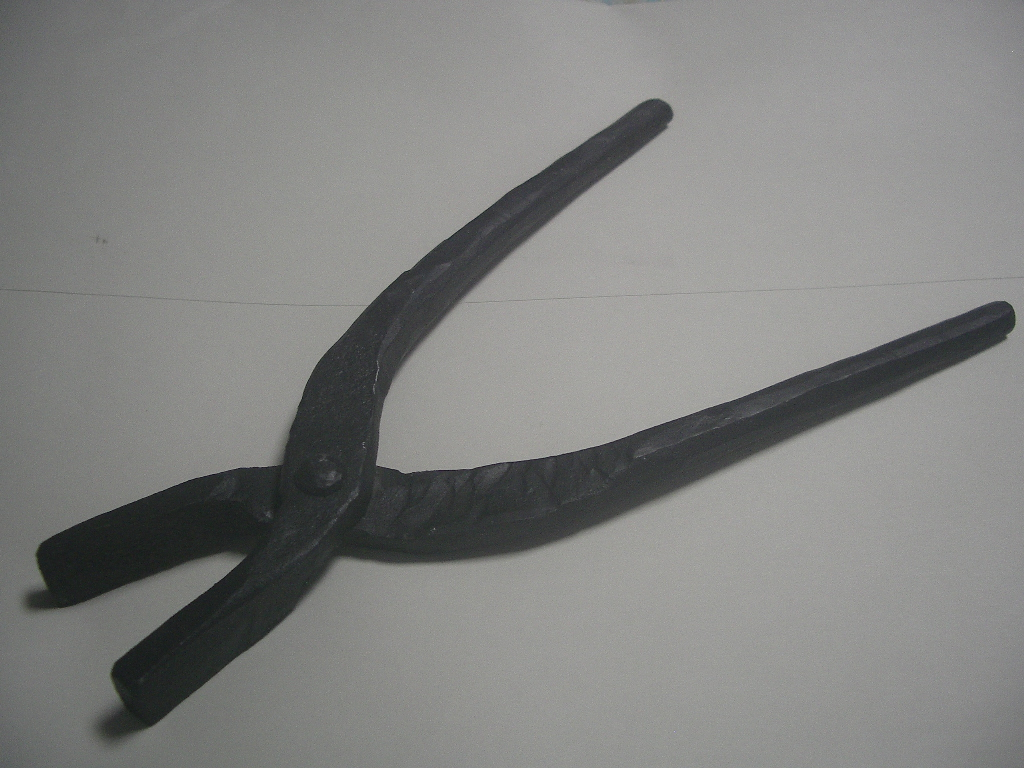
やっとこ
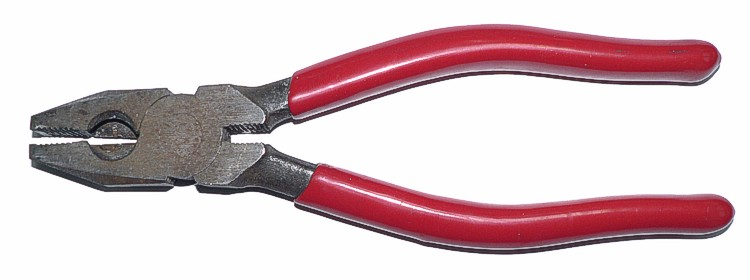
ペンチ
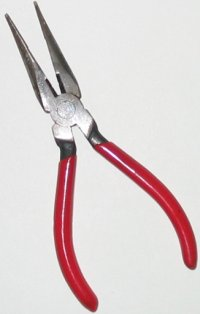
ラジオペンチ
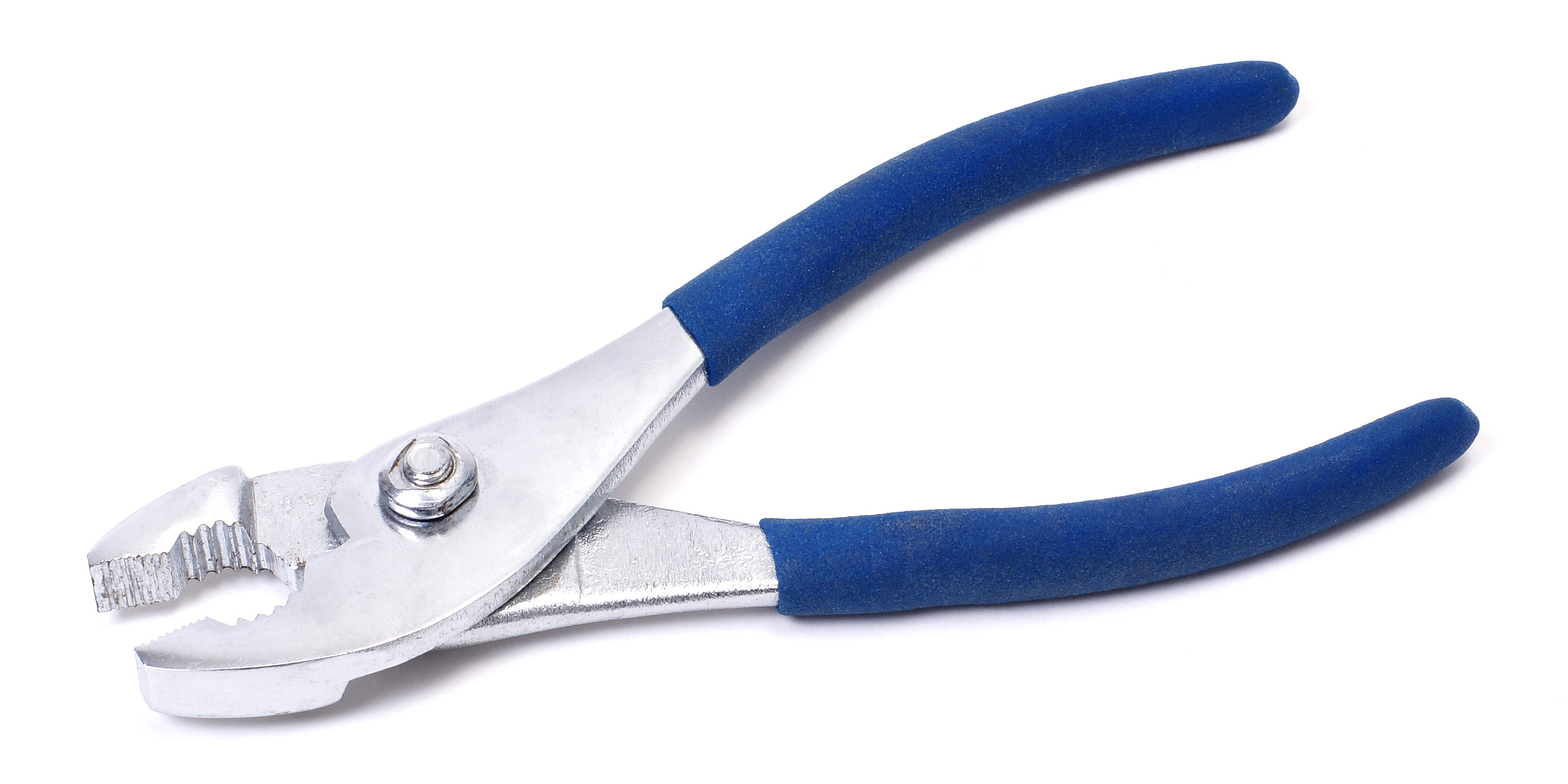
プライヤ
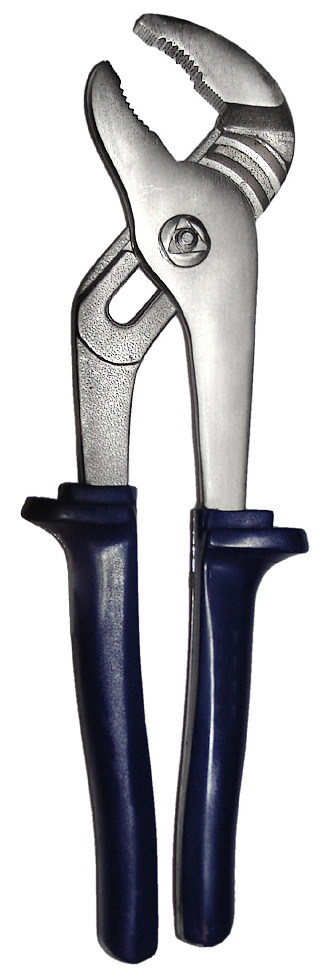
ウォーターポンププライヤ
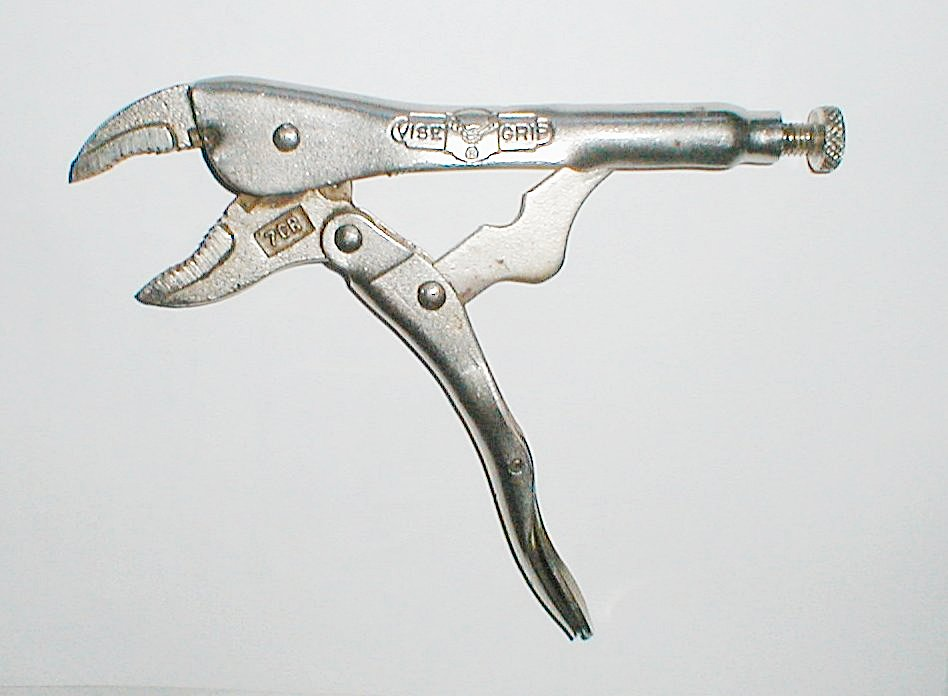
ロッキングプライヤ

- 叩く
  - ハンマー
  - プラスチックハンマー
- はぎ取る（むく）
  - ワイヤーストリッパー（被覆の皮むき工具）
    - VA線ストリッパー - VA線（VVF線）のシースと絶縁体を剥ぎ取る為の専用工具である。
- かしめる
  - 圧着工具

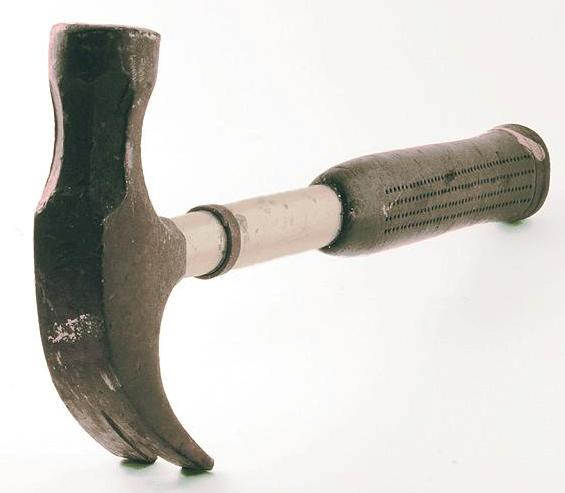
ハンマー
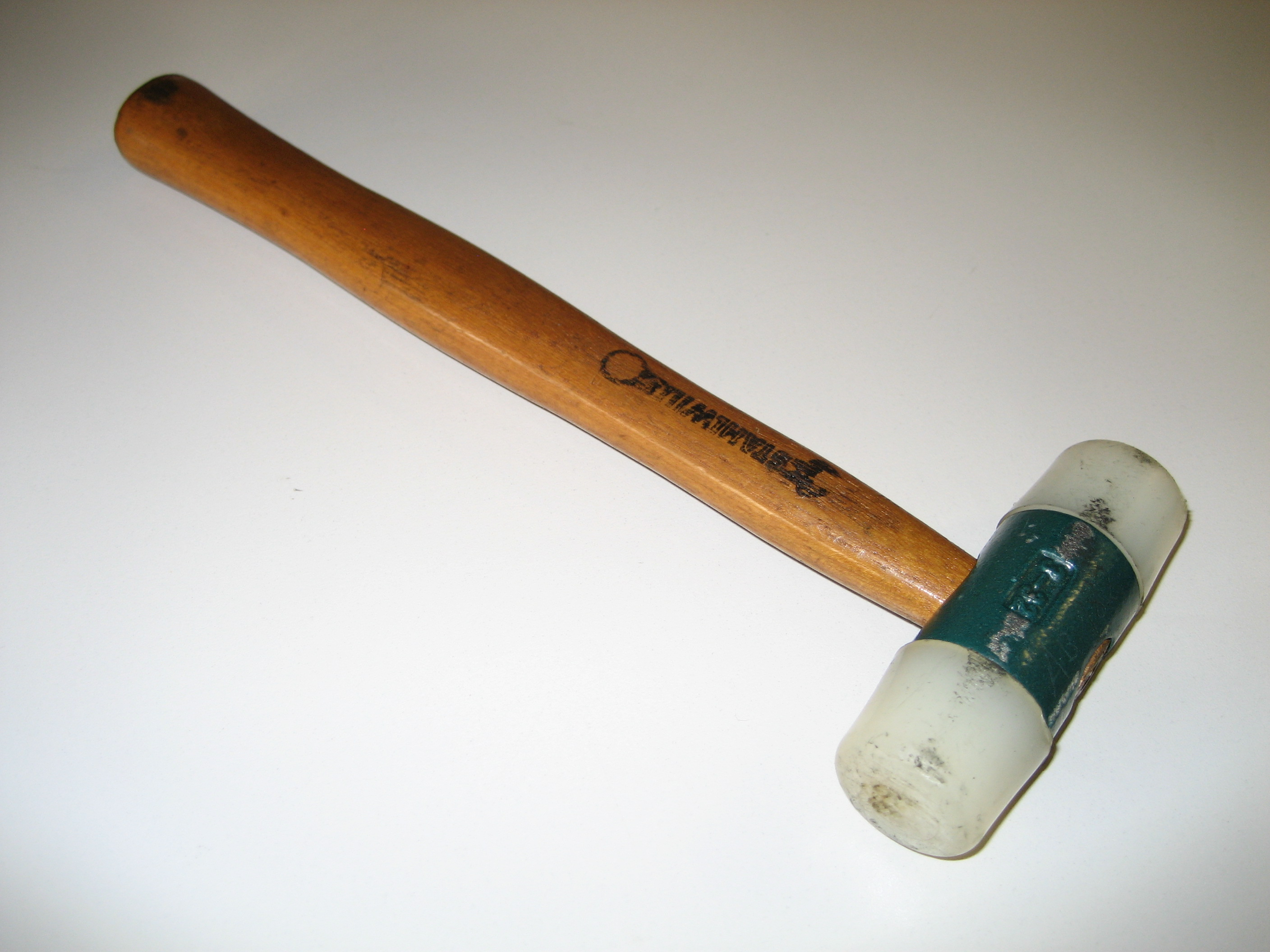
プラスチックハンマー
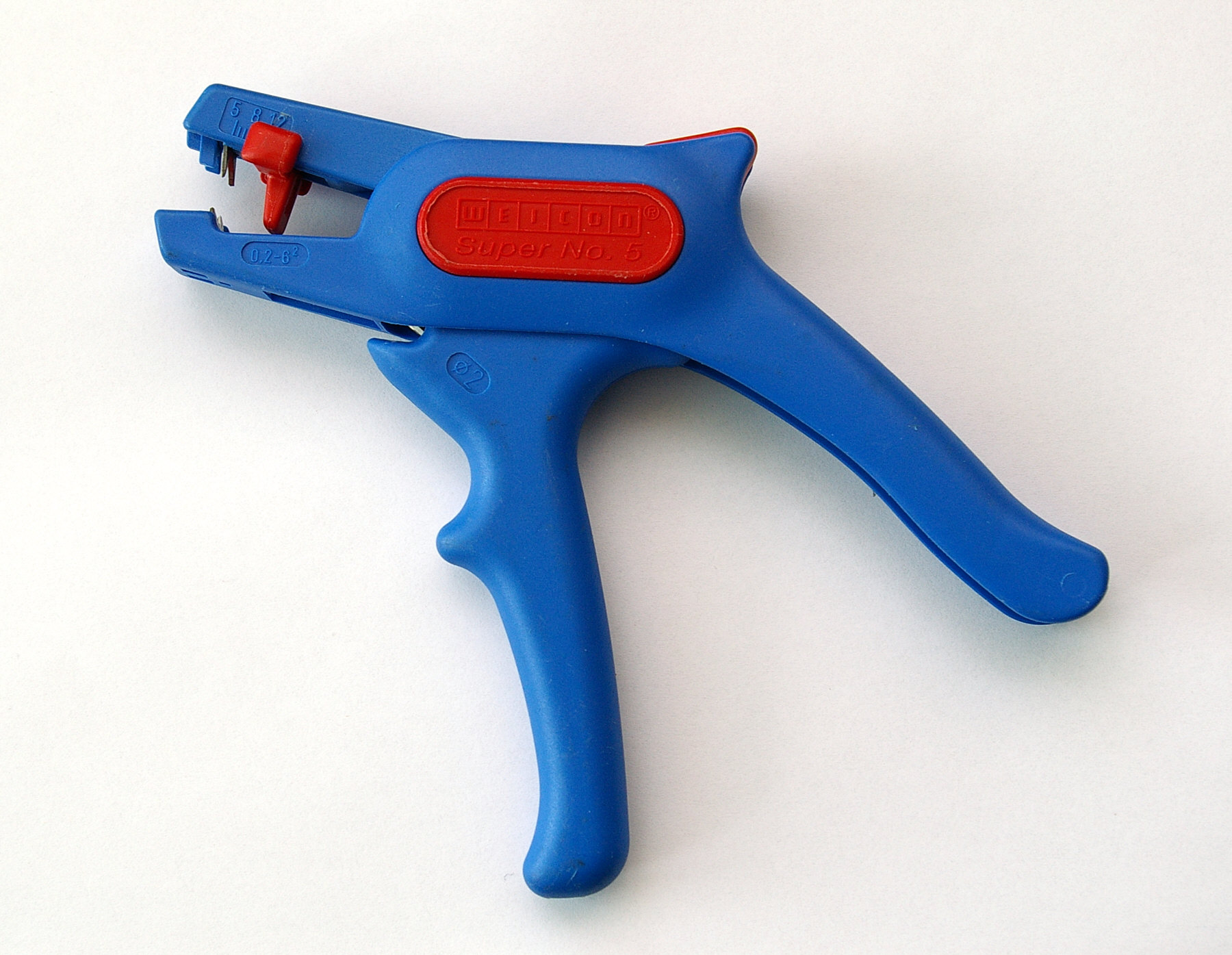
ワイヤーストリッパー
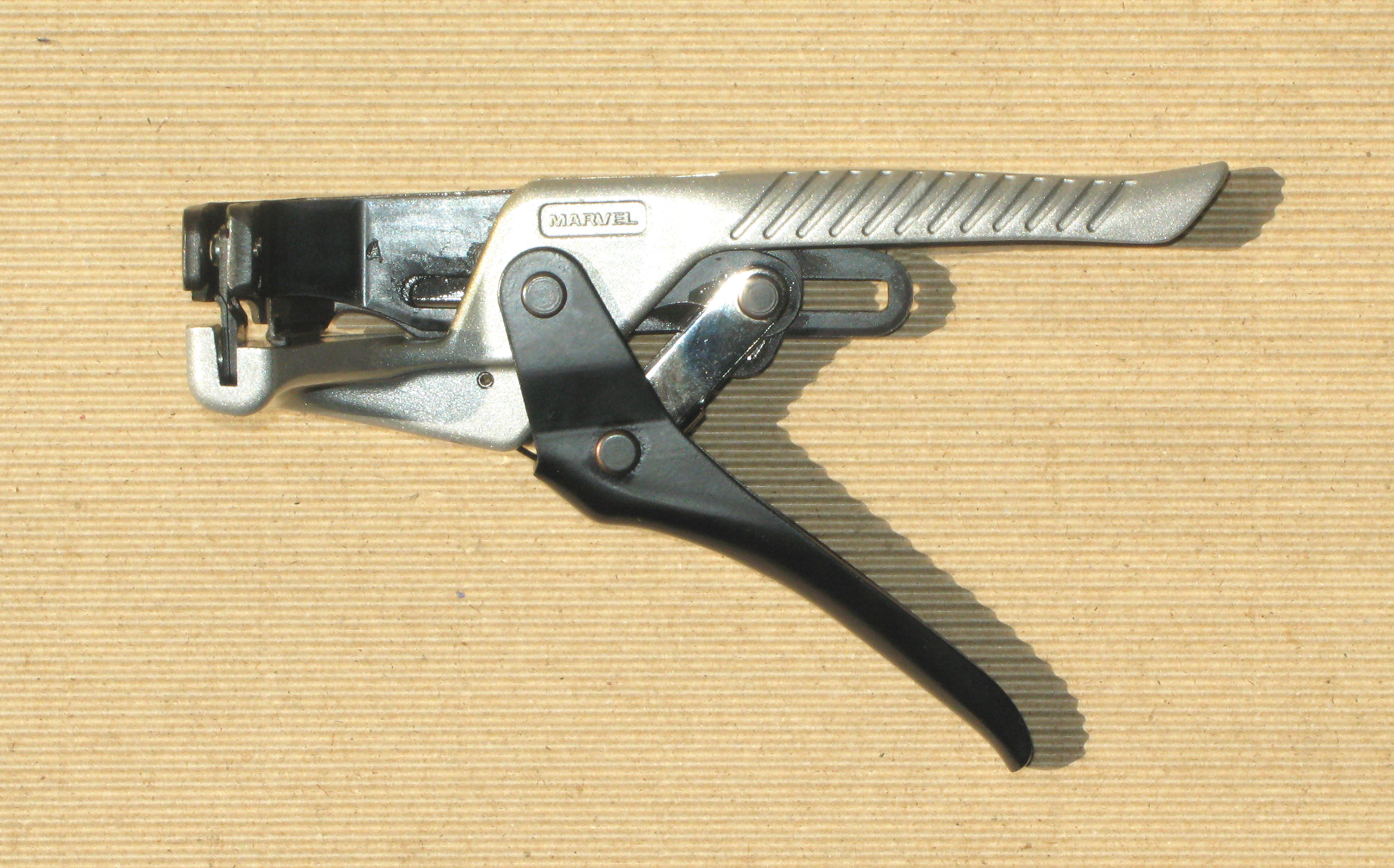
VA線ストリッパー
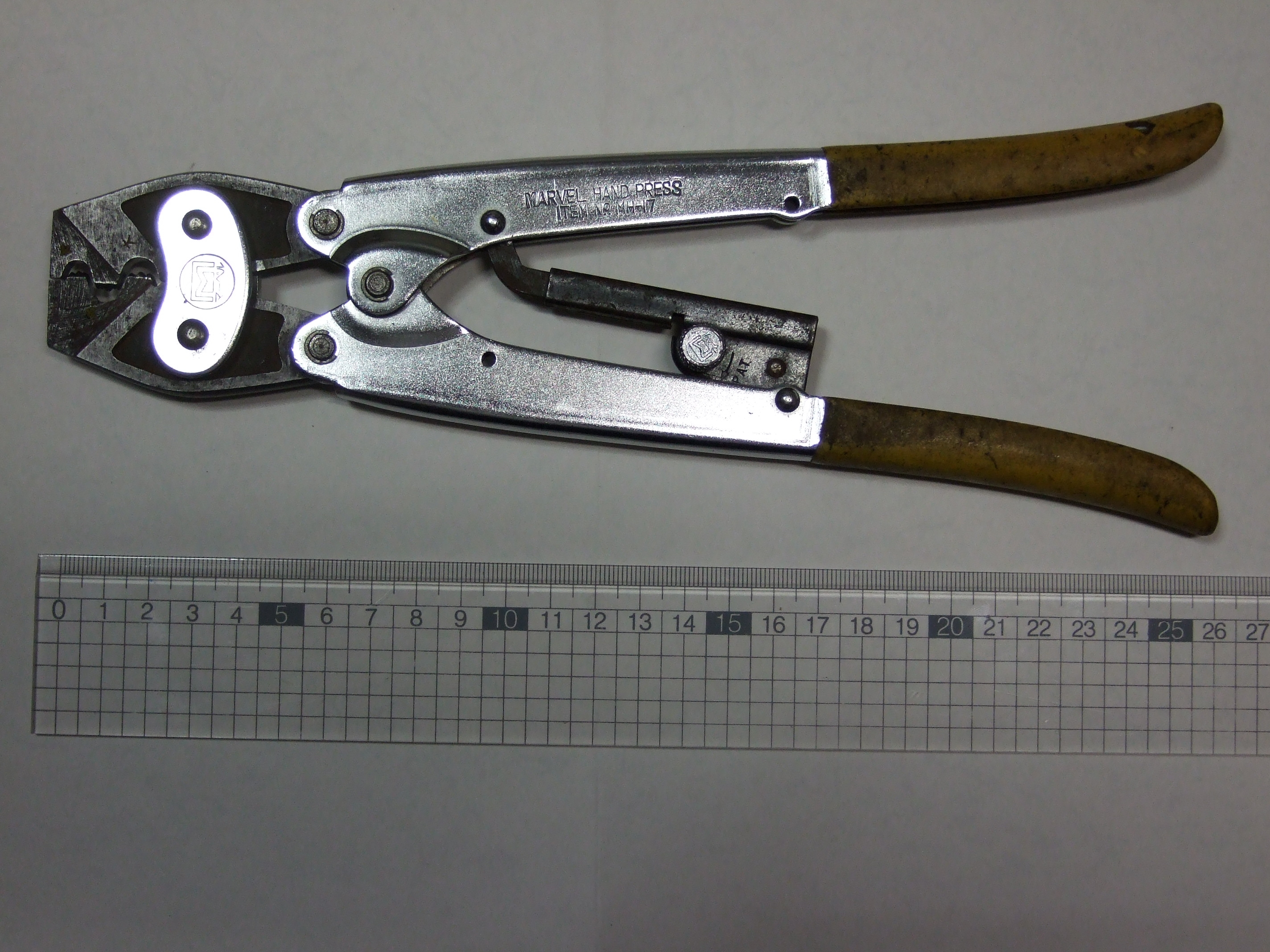
圧着工具

- 削る
  - リーマ
  - やすり
  - 紙やすり
  - ダイヤモンドやすり
  - スクレーパー (工具)
  - ワイヤーブラシ

- リーマ
- やすり
- 紙やすり
- ダイヤモンドやすり
- スクレーパー (工具)
- ワイヤーブラシ

- けがく
  - ポンチ
  - けがき針
- その他
  - クランプ (工具)
  - タッカー
  - パイプねじ切り器
  - パイプベンダー
  - ワイヤーツイスター

- クランプ
- タッカー
- パイプねじ切り器
- パイプベンダー
- ワイヤーツイスター

### 動力工具
手工具と同様の働きを、電気、圧縮空気などを動力として行う工具。
空圧工具ではコンプレッサーを、油圧工具は油圧ポンプを電動モーターで動かしていることが多いが、これら動力源は電動工具とは呼ばれない。
電動工具
電動モーターを動力として作動する工具。日本の商用電源には、100 Vと200 Vの2種類がある。200 Vは工作機械用の電源と同じく3相交流と単相交流とがある。100 Vは、単相交流である。キャプタイヤーケーブルを通じて電力を供給するものと、充電式電池を用いることでコードが不要な充電電動工具に分けられる。商用電源の電動工具は、安全の為アースクリップでアースさせる事と電動工具に表示されている消費電力を上回るコンセントを使用する。モーターは、直巻整流子電動機（単相シリースモーター）か誘導電動機である。また整流子電動機のカーボンブラシ（整流子）は摩耗により消耗するのでメーカー指定の範囲まで使った場合は、新品と交換する必要がある。近年カーボンブラシの交換をユーザーに知らせるタイプとして交換を必要とするまで摩耗すると通電しなくなるタイプが普及している。充電電動工具の二次電池は電圧が3.6 Vから36 V、種類もニッカド、ニッケル水素、リチウムイオン電池など、用途・メーカーによって多様である。

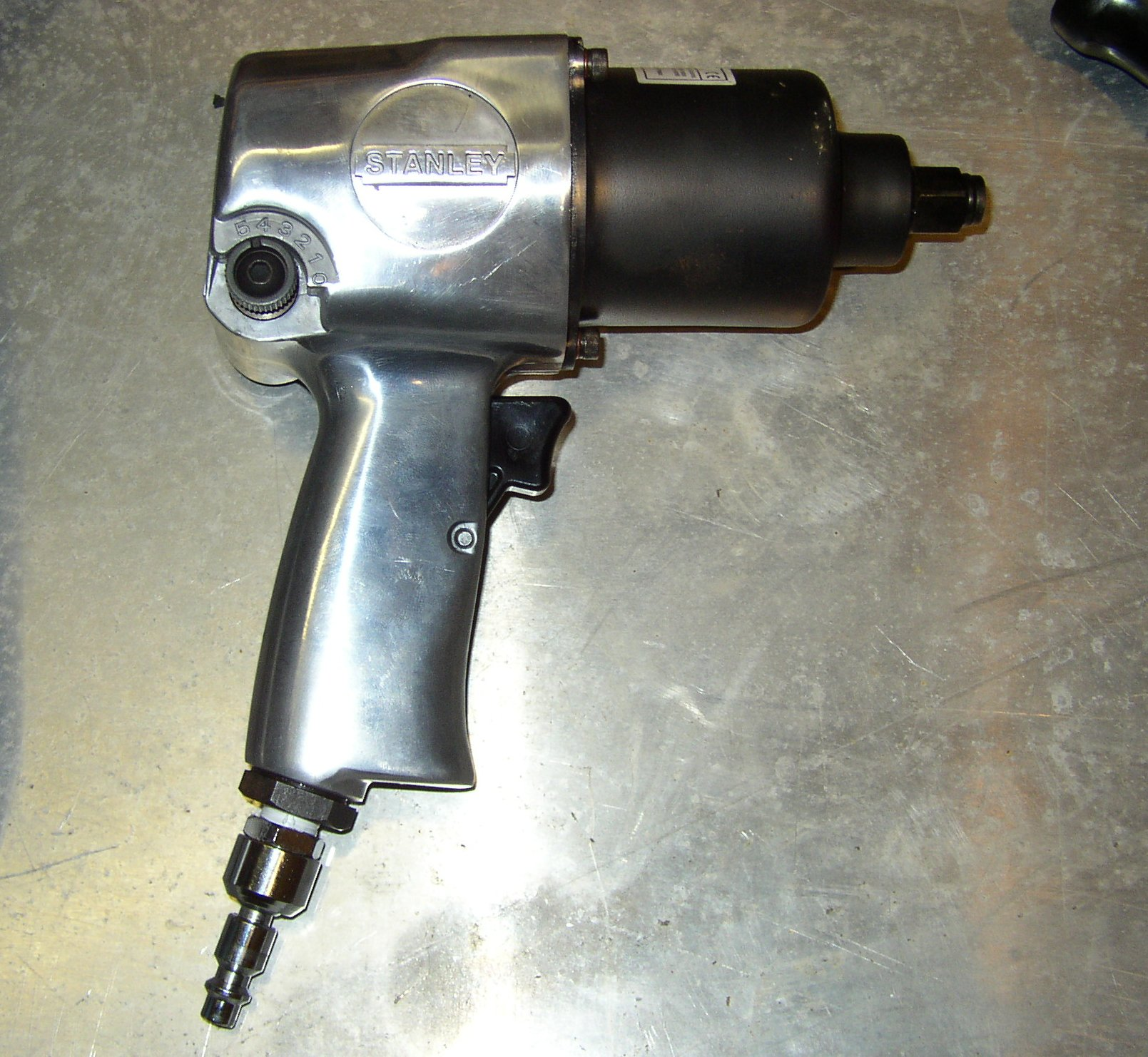
インパクトレンチ
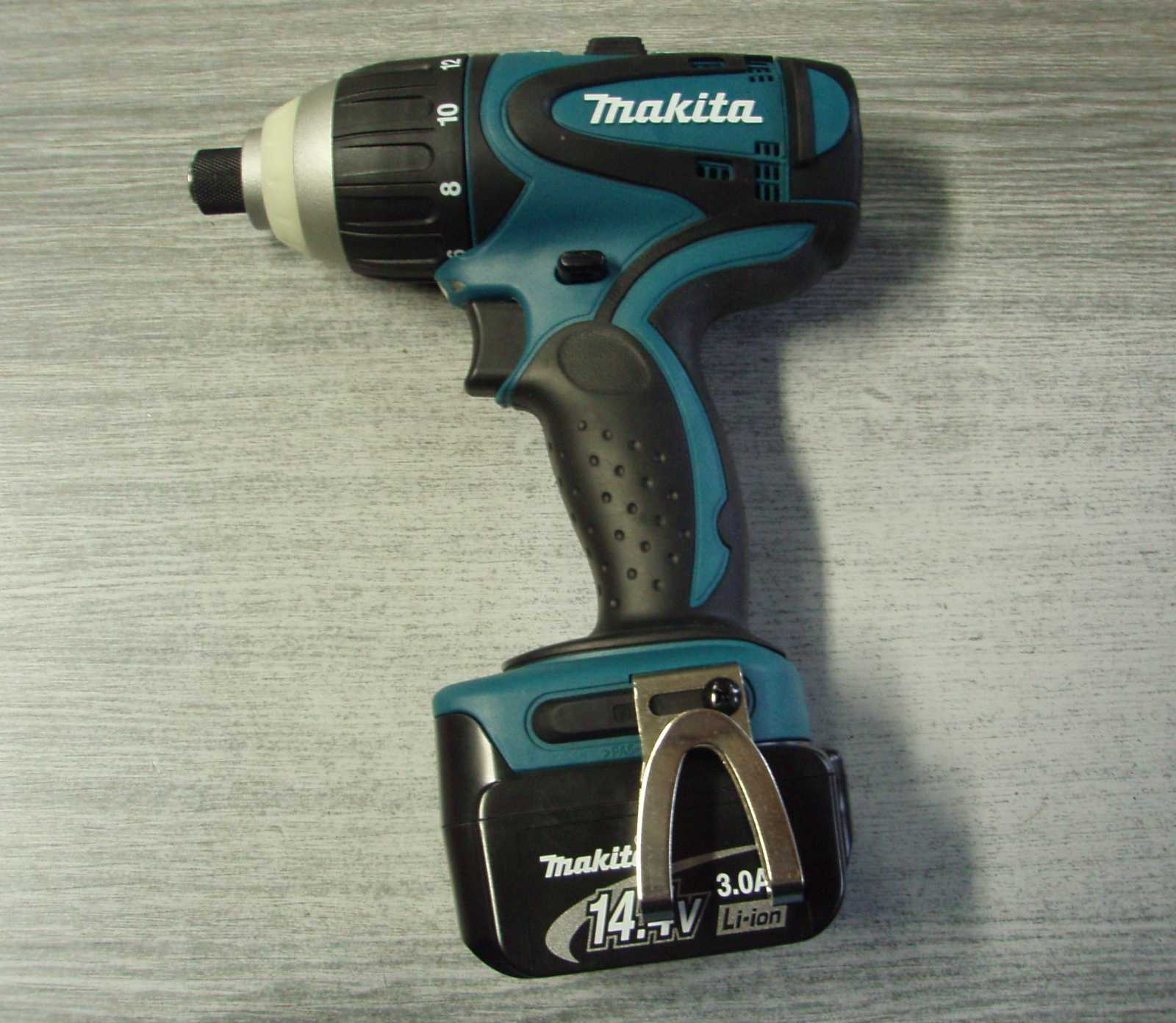
インパクトドライバー
- ジャックハンマー
- 電動ナットランナー
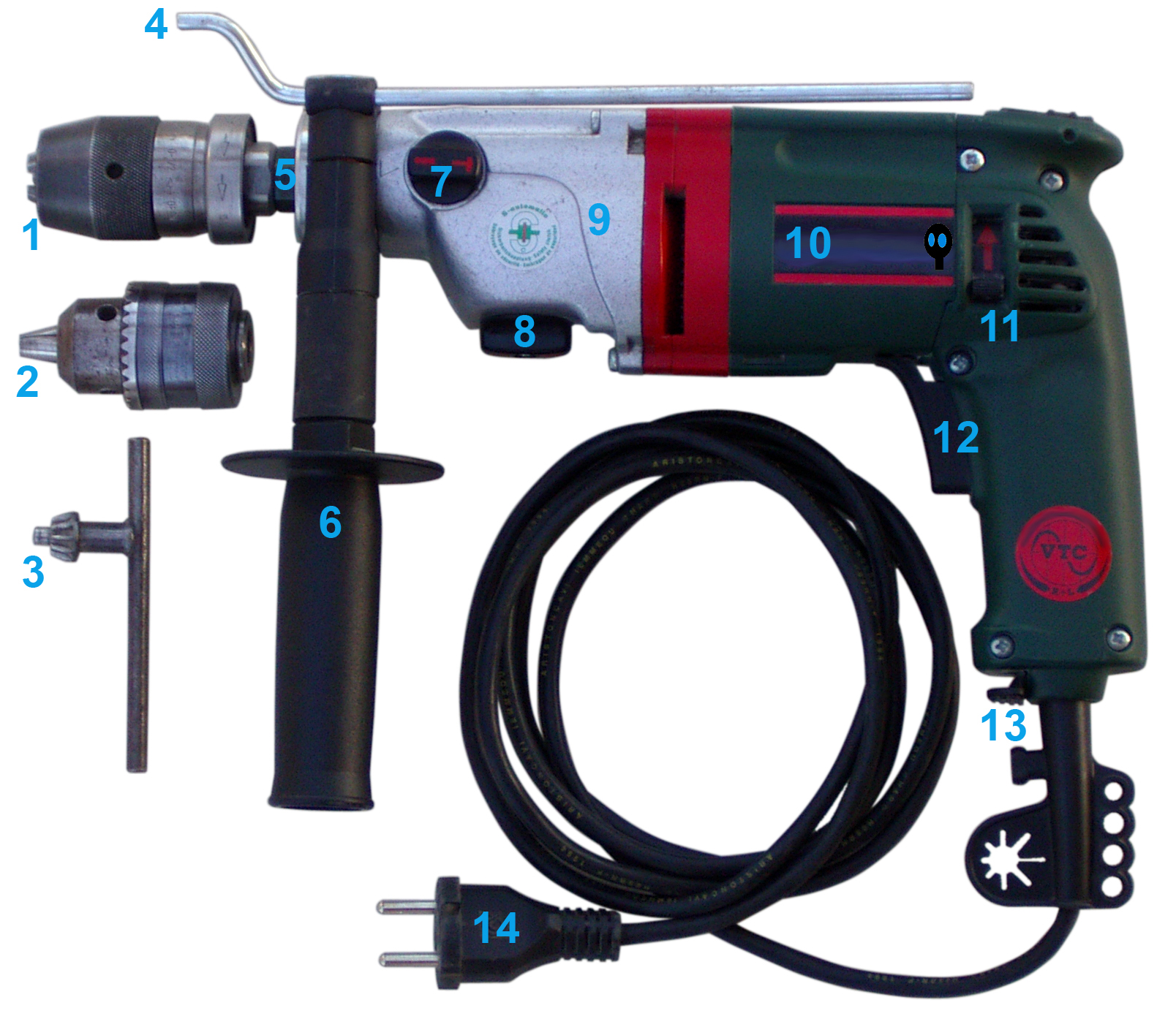
ドリルドライバー
- 振動・ハンマードリル
- 電気ドリル
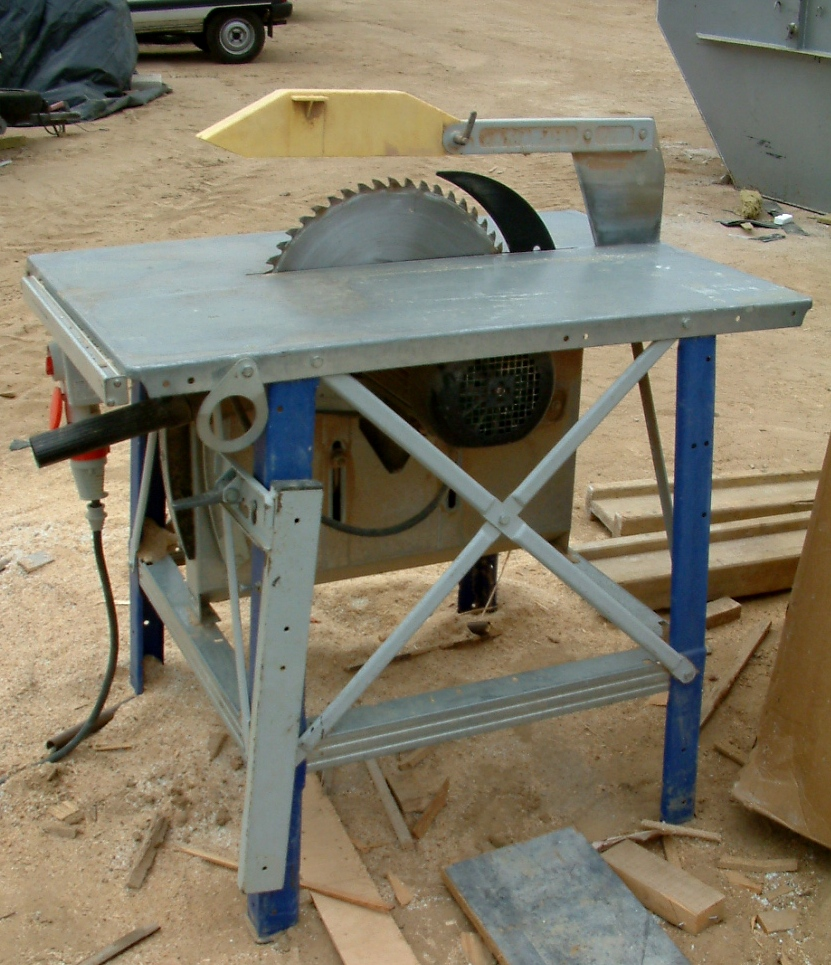
電気丸のこ
- コンターマシン
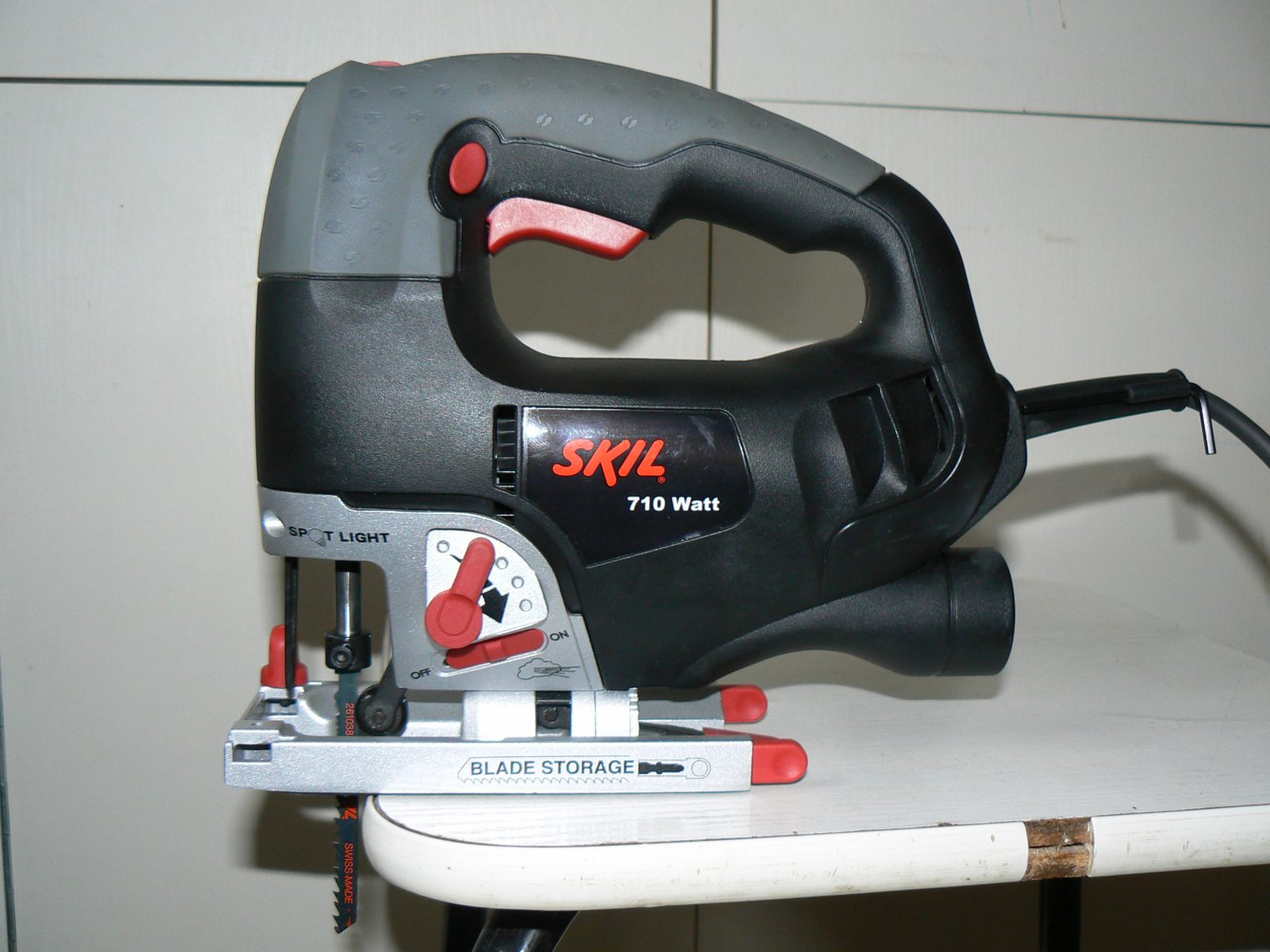
ジグソー (工具)
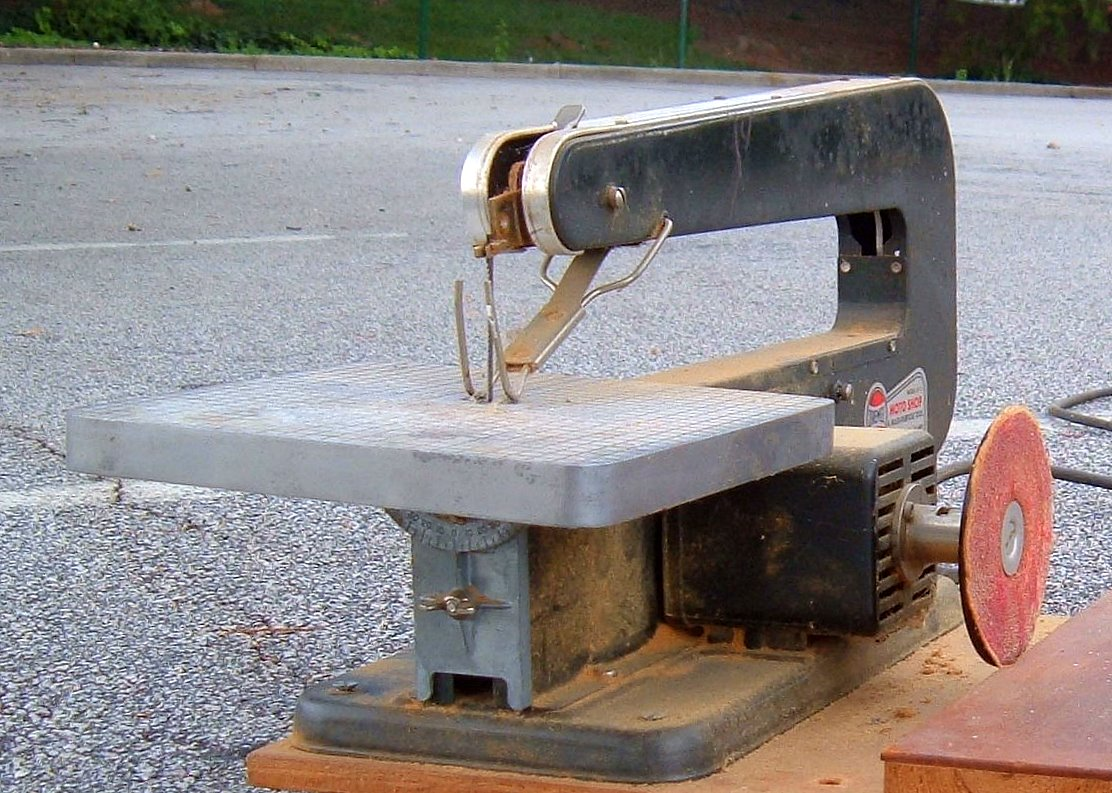
糸のこ盤
- リューター
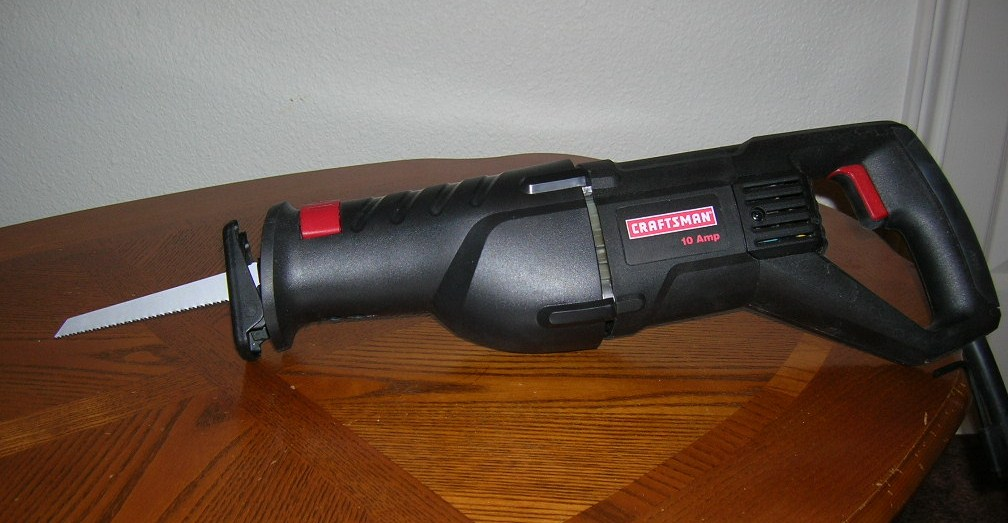
レシプロソー
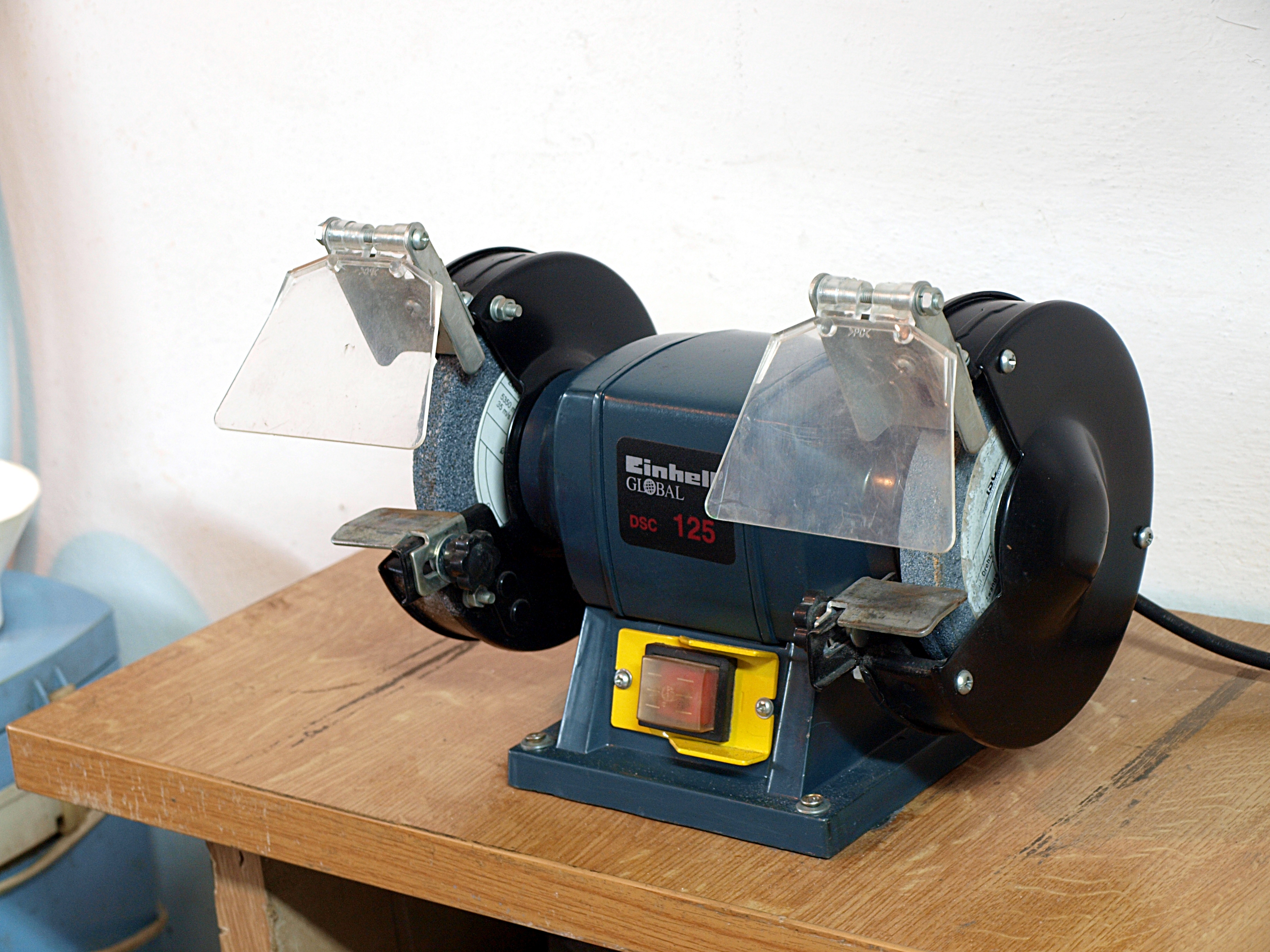
グラインダー
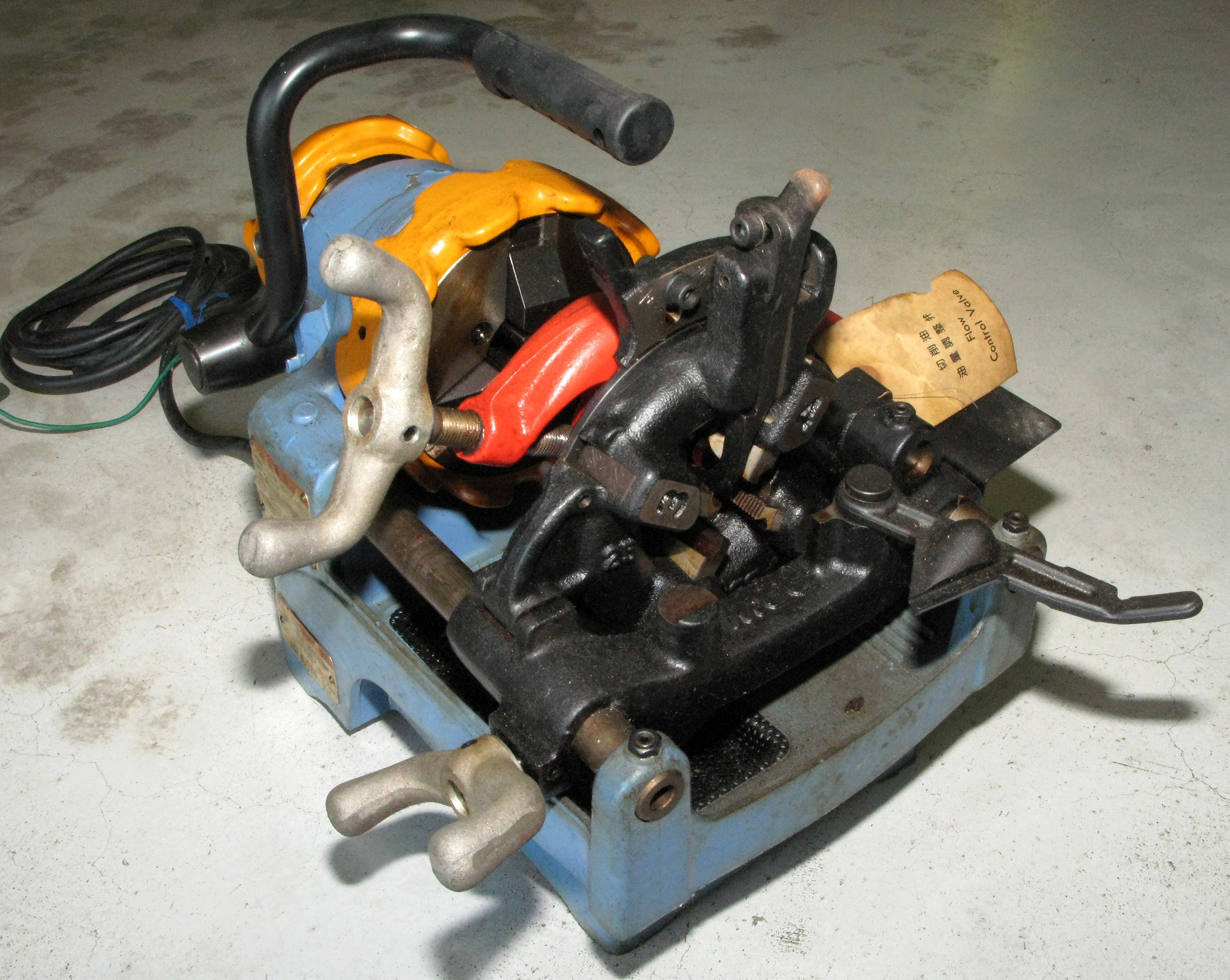
パイプマシン
- ルータ (工具)
- トリマ (工具)
- サンダ
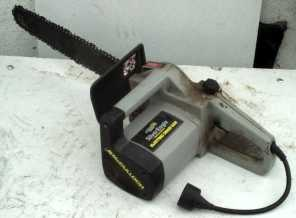
チェーンソー
- 電工ナイフ
- スクラッパー
- 掃除機

- インパクトレンチ
- インパクトドライバー
- 電気ドリル
- 電気丸のこ
- ジグソー (工具)
- 糸のこ盤
- レシプロソー
- グラインダー
- パイプマシン
- 電動チェーンソー

空圧工具（エアツール）
空圧（コンプレッサーにより圧縮された空気）を動力として作動する工具。電動工具より大きな力が得られ、コンプレッサーの設置に必要な空間の確保も容易なこと、過負荷による故障がない、回転速度の調節が容易で2万回転の高速回転も容易である、逆回転が容易であるため、工場では空圧工具が用いられることが多い。コンプレッサーから工具まではホースで連結する。特別なものを除き6 kg/cm2 の圧力で使用する。インパクト工具としては最適である。回転運動の空圧工具は、ピストン式とロータ式があるが現在はほとんどロータ式である。圧縮空気の膨張力をハンマー効果として利用した工具にはつり機・リベッタ・チゼラ等がある。
- エアインパクトレンチ
- エアナットランナー
- エアラチェット

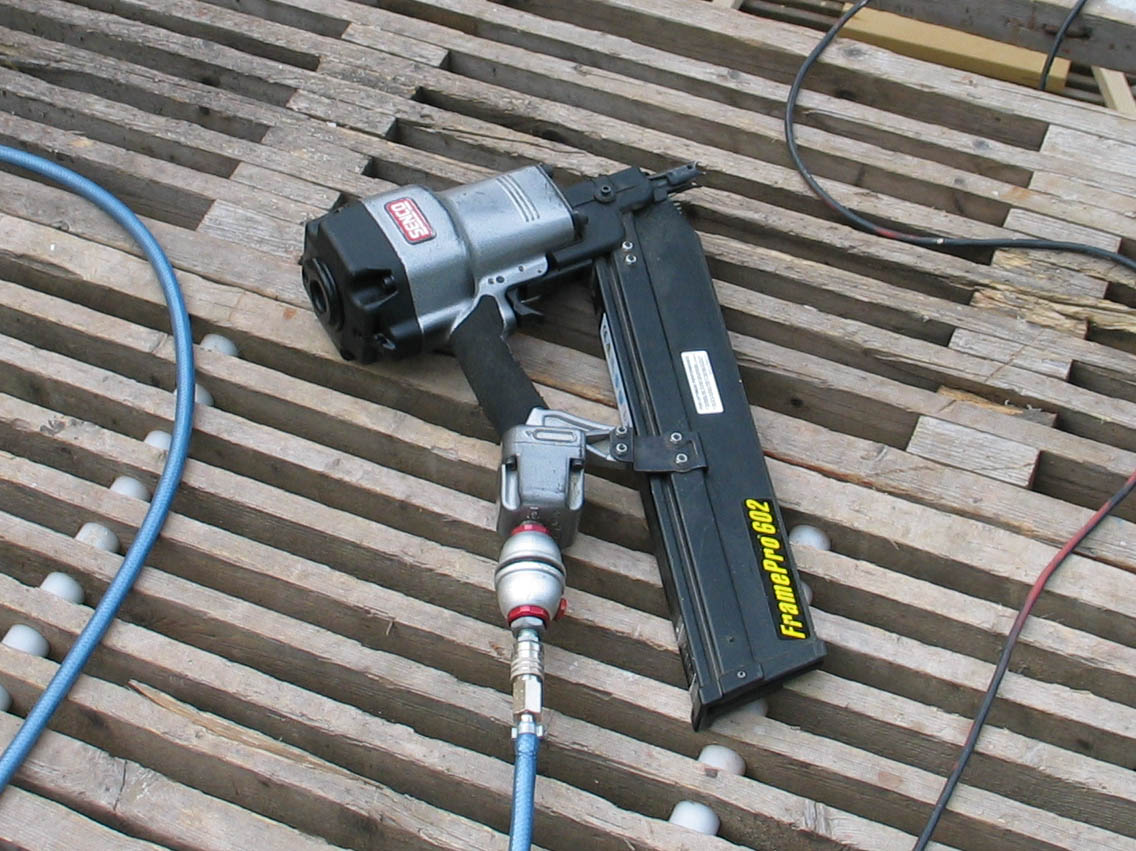
釘打機
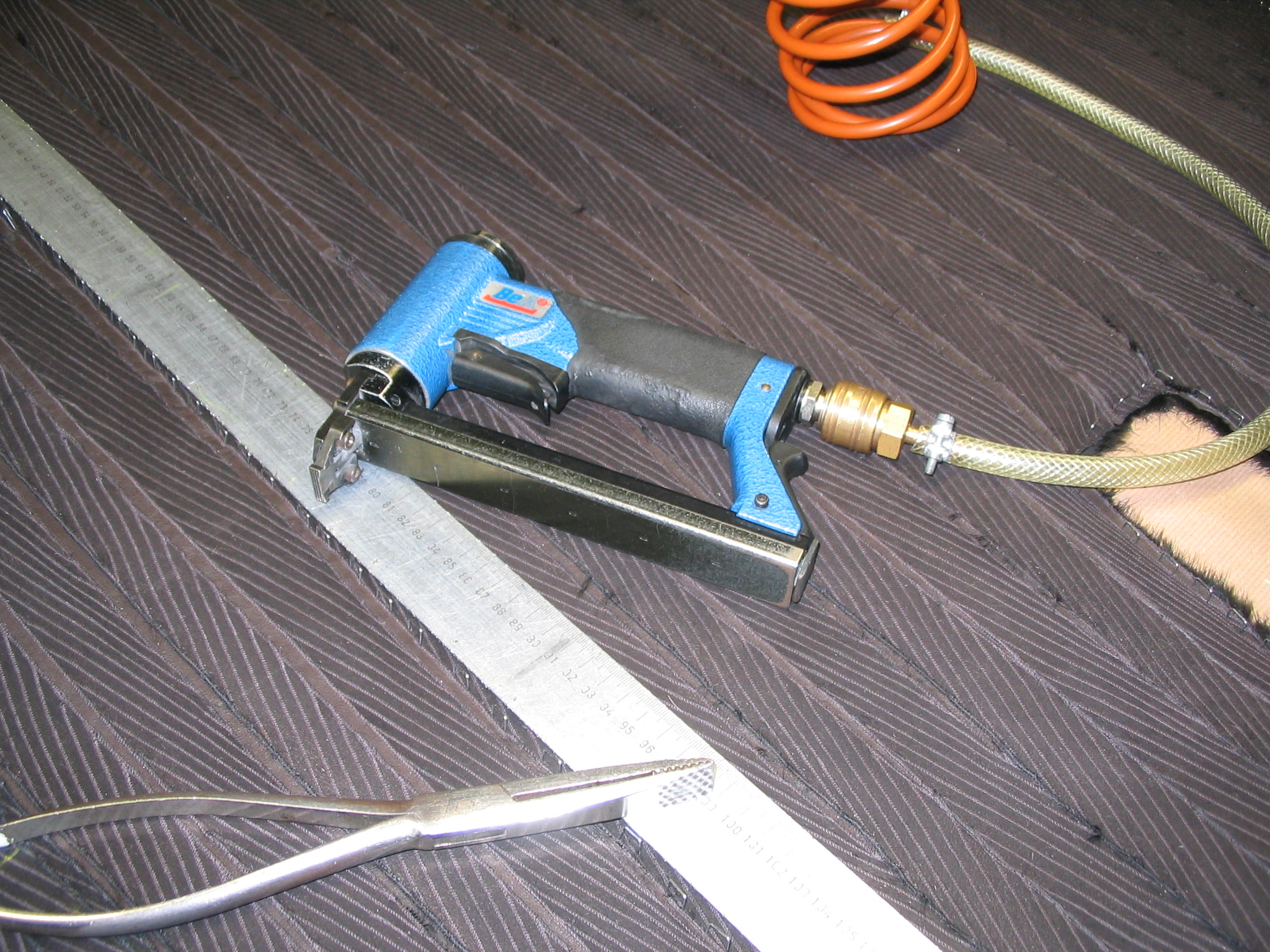
タッカー

- 釘打機
- タッカー

油圧工具
油圧で作動する工具。電動モーターにより小型で大きな力を得ることが出来る油圧ポンプを駆動源とする。ピストン・シリンダを使用して各機能を作動させる。油圧ポンプは、高圧のプランジャーポンプ方式であることが多い。油圧発生部と機能部が一体式と分離式の2タイプがある。
- 鉄筋カッター (電動油圧) - 1974年に株式会社IKK（DIAMOND・旧石原機械工業株式会社）が国内企業として初めて電動油圧式の鉄筋の切断機を開発。
- 油圧トルクレンチ - 大型ボルトを所定のトルクで締め付けるトルク管理工具
- ボルトテンショナー - 油圧によりボルトを強力に引っ張って伸ばし、ナットの締め付けしろを確保する軸力管理の工具
- 油圧ナット - ナットに内蔵された油圧の力で、ボルトを強力に引っ張って伸ばし締め付ける軸力管理のナット

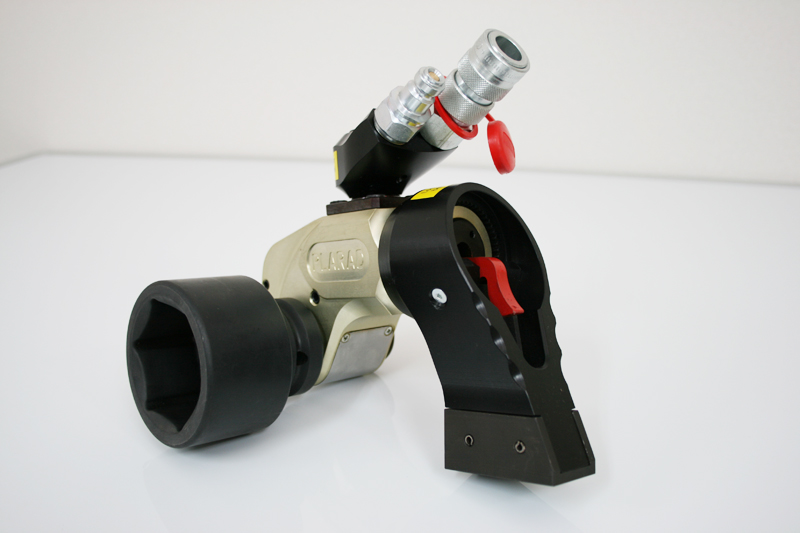
油圧トルクレンチ

### 専用工具
ある特定の部位、箇所、目的にのみ使用され、一般に使われることの少ない工具。例えば、自動車の特定の部品の脱着のみに使用される工具などが挙げられる。
裏技的に汎用的な使用法も可能なものもある。

### 計測具
大きさ、長さ、トルクなどを計測するための道具。
- ノギス
- マイクロメータ
- シクネスゲージ
- メジャー
- トルクレンチ
- 差し金
- スコヤ
- ダイアルゲージ
- 水準器
- レーザー水準器
- クリノメーター
- 定規
- ハイトゲージ
- 壁裏探知器

### 大工道具
ほとんどが手で扱うことが可能だが、主に大工仕事に用いるものをここに示す。ホームセンターなどでも先述の工具とは別に陳列されることが多い。
- 鋸（のこぎり）
- 鉋（かんな）
- 鑢（やすり）
- 鑿（のみ）
- 錐（きり）
- 釿（ちょうな）
- 墨壺（すみつぼ）
- 指矩（さしがね）

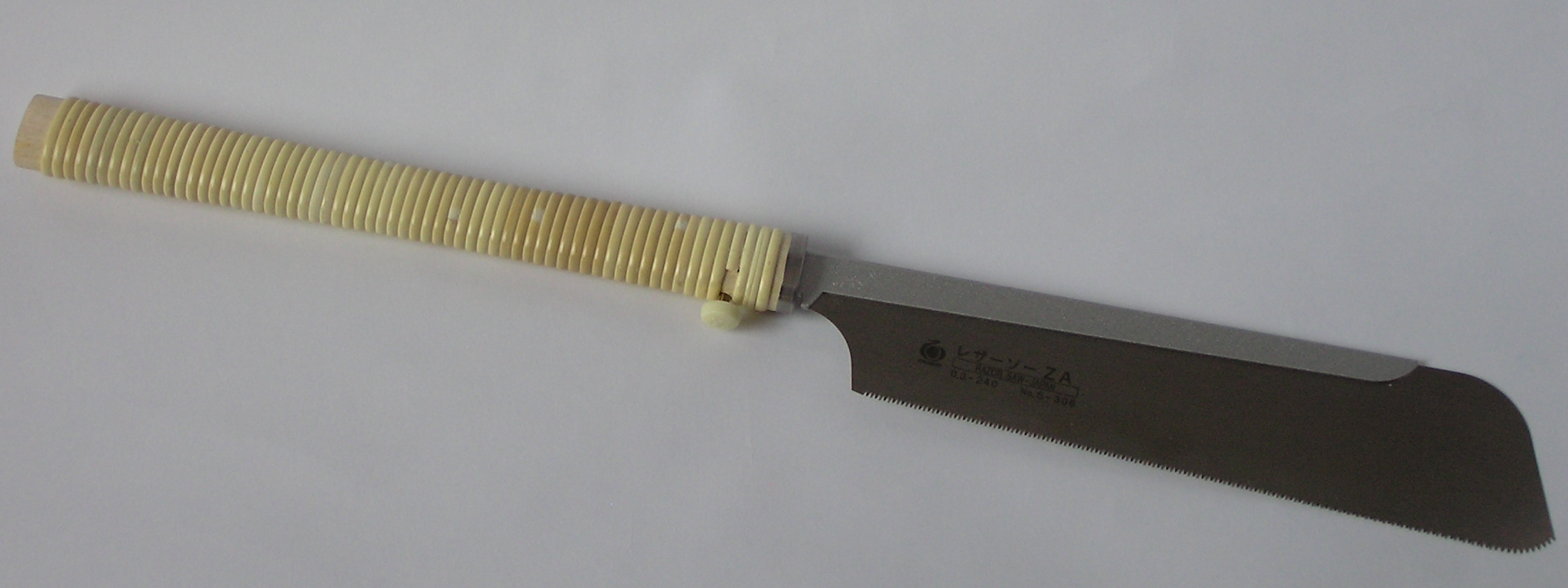
のこぎり
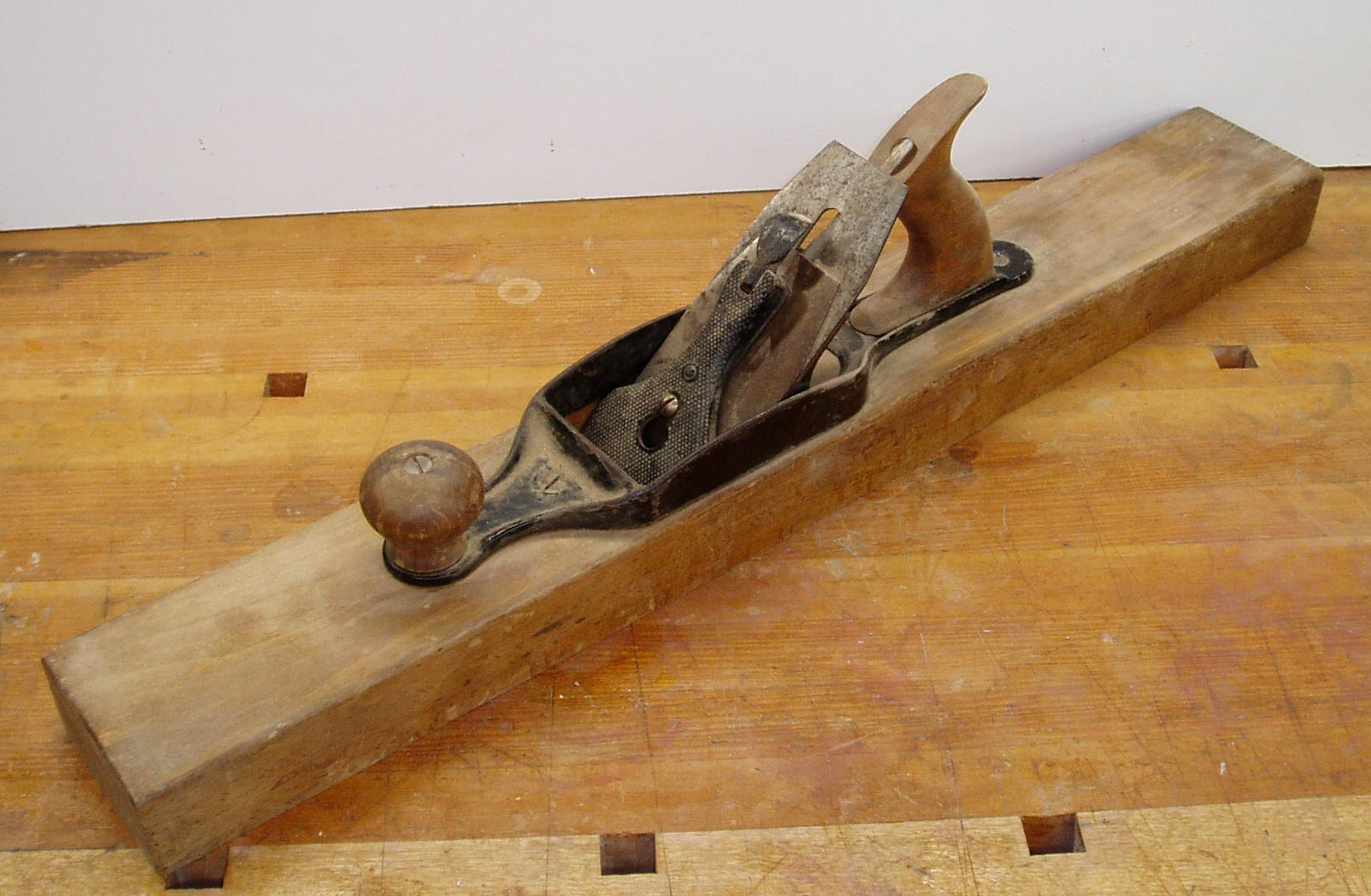
かんな
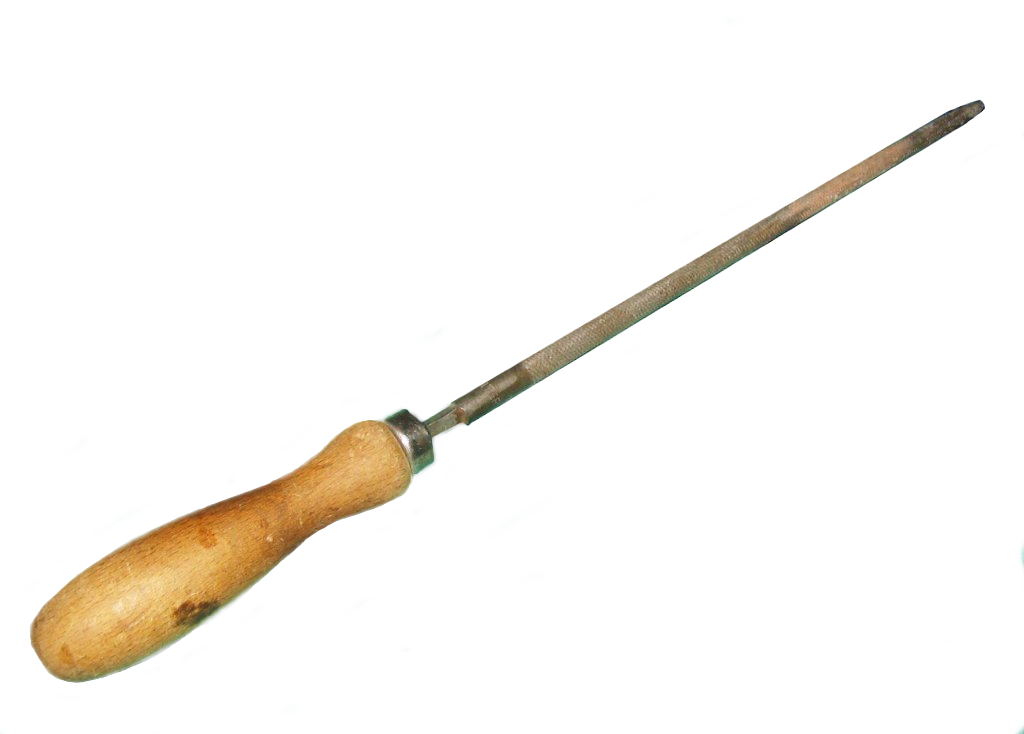
やすり
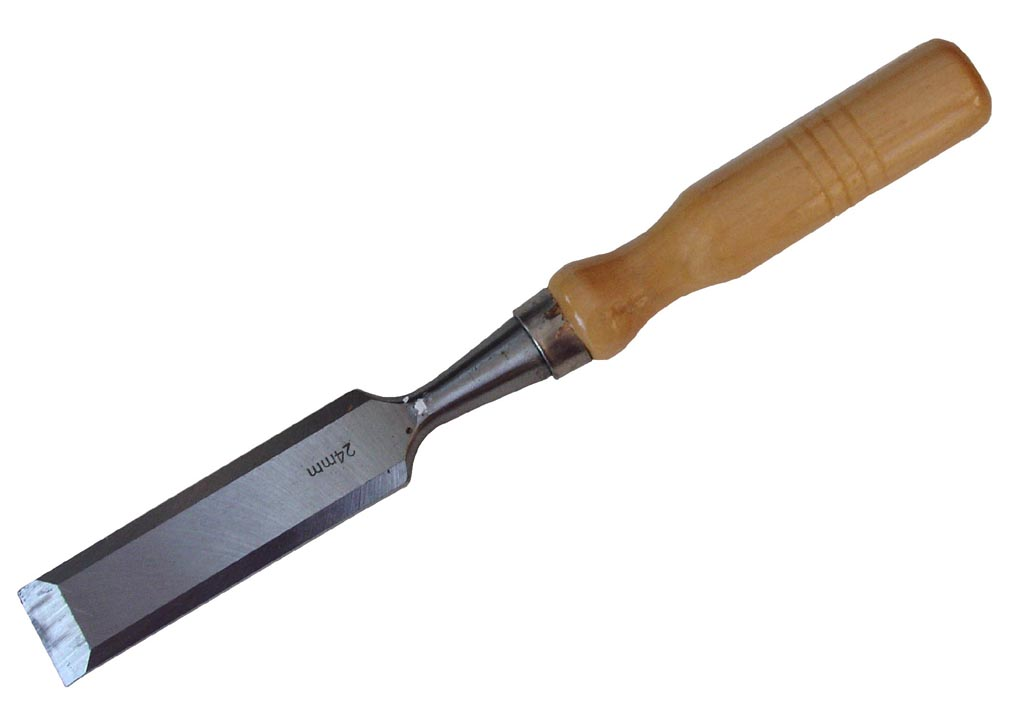
のみ
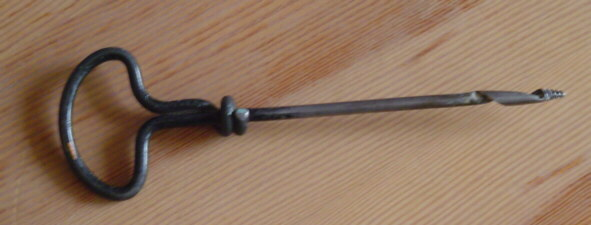
きり
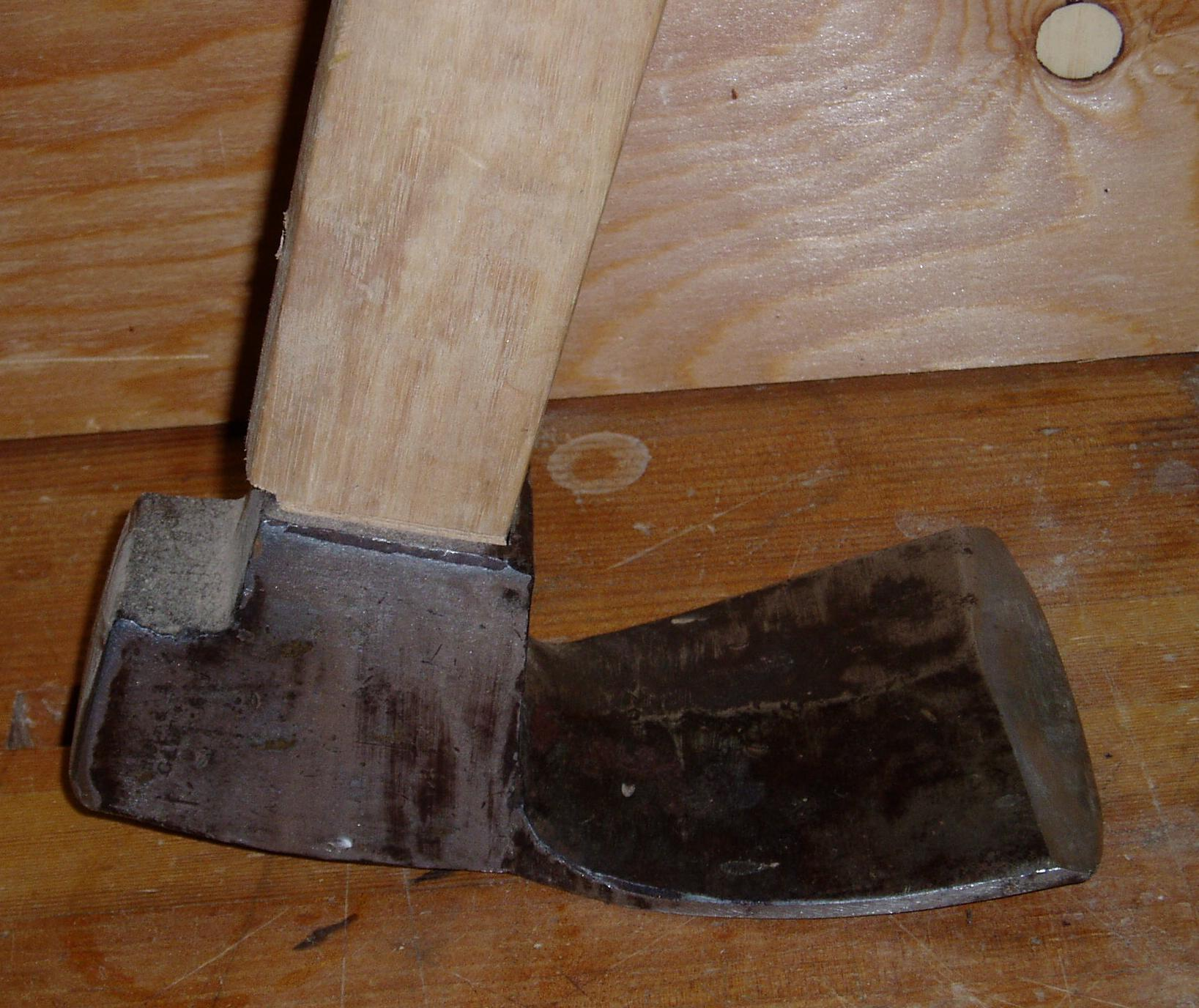
ちょうな
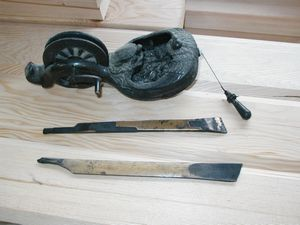
すみつぼ
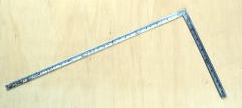
さしがね

### 切削工具
- フライス
- エンドミル
- メタルソー
- チップソー
- バイト
- タップ
- ねじ切りダイス
- ドリル
- リーマー
- ボーリングバー

### Grinding tools
- シュレッダー
- 砥石

### 研磨工具
- 研磨ベルト
- 研磨砥石

### その他の工具
- 磁石
- 電磁石
- 懐中電灯
- グルーガン
- はんだごて
- キサゲ
- バール
- 浮造（うづくり）
- マルチツール